# Löbau
Löbau (výslovnost: [lø:baʊ];  audio, česky Lobava, hornolužickosrbsky Lubij, latinsky Lobavia) je velké okresní město v Horní Lužici v německé spolkové zemi Sasko. Nachází se v zemském okrese Zhořelec a má přibližně 14 tisíc obyvatel. Leží v údolí říčky Löbauer Wasser (Lubata) u dvojitého čedičového vrchu Löbauer Berg / Schafberg. Nejmenší město Hornolužického šestiměstí sloužilo pro svou centrální polohu jako místo jednání tohoto spolku. Město Löbau prožilo svůj rozkvět zvláště v 19. století v období industrializace. Mezi jeho nejvýznamnější pamětihodnosti patří barokní radnice, litinová rozhledna krále Friedricha Augusta a funkcionalistický Dům Schminke.

## Geografie

### Poloha
Löbau leží na východním okraji Lužické pahorkatiny a Lužické nivy, asi 10 km od České republiky. Město se nachází v Löbauské kotlině v saském přírodním regionu Hornolužické nivy a jeho postupného přechodu k Hornolužické pahorkatině, resp. k jejímu severnímu hlavnímu hřebeni. V menším měřítku Löbau hraničí na jihu s horou Kottmar (582 m), na východě s Niskou vrchovinou a na severu s luhy přecházejícími do Lužické nížiny. Východ městské oblasti je utvářen vrchy Löbauer Berg (Lubijska Hora) s výškou 447 m a Schafberg (449 m), pročež se někdy Löbau označuje jako „město kopců“. Tento dvojitý vrchol je od roku 1974 součástí chráněné přírodní rezervace „Löbauer Berg“ o rozloze 255 ha.

### Geologie
V geologickém podloží převažuje granodiorit. Dvojitý čedičový vrch Löbauer Berg / Schafberg vznikl sopečnou činností v třetihorách následkem kryptovulkanismu jako tzv. kryptodóm. Tento čedič zvětrává do bloků, které ve formě kamenných hald (blokových nebo „kamenných moří“) pokrývají rozsáhlé plochy obou vrchů. Nížeji položené části Löbauské kotliny (240–270 m) mají podobu zvlněných sprašových plošin, které jsou utvářeny ze sprašové a povodňové hlíny, písku, štěrku a žuly. Löbau leží při ústí potoka Seltenrein do říčky Löbauer Wasser (Lubata), což je pravý přítok Sprévy. Za zmínku stojí geotop Georgewitzer Skala (Korečanska skała), což je skalnaté údolí říčky Löbauer Wasser severně od Löbau nebo čedičová kupa Bubenik (Bubnik) a Kleine Landeskrone (376 m) na západ od města. Také tento dvouvrcholový čedičový kryptodóm je od roku 1938 přírodní památkou.

### Sousední obce
Sousedními obcemi města Löbau jsou Waldhufen-Vierkirchen na severu, městečko Reichenbach na severovýchodě, Rosenbach na jihovýchodě, Kottmar a Großschweidnitz na jihu, Lawalde na jihozápadě, na západě je to obec Hochkirch v Zemském okrese Budyšín a město Weißenberg na severozápadě. Nejbližšími velkými okresními městy jsou Görlitz (24,60 km), Budyšín (21,90 km) a Žitava (25,42 km).

### Městské části
Městská rada velkého okresního města Löbau odhlasovala na svém zasedání 7. července 2011 nové uspořádání městských částí. Dosud samostatné obce Altlöbau, Dolgowitz, Oelsa, Unwürde, Wendisch-Cunnersdorf a Wendisch-Paulsdorf při tom byly přičleněny k Löbau jako separátní městské části. Městské jádro Löbau bylo zároveň vymezeno na části Löbau-Mitte, Löbau-Neustadt, Löbau-Nord, Löbau-Ost, Löbau-Süd a Löbau-West. Od roku 2011 má tudíž Löbau 32 městských částí:
| - Altcunnewitz (Stara Chójnica) - Altlöbau (Stary Lubij) - Bellwitz (Bělecy) - Carlsbrunn (Karlowa Studnja) - Dolgowitz (Dołhaćicy) - Ebersdorf (Habrachćicy) - Eiserode (Njeznarowy) - Georgewitz (Korecy) - Glossen (Hłušina) - Großdehsa (Dažin) - Kittlitz (Ketlicy) - Kleinradmeritz (Małe Radměrcy) - Krappe (Krapow) - Laucha (Luchow) - Lautitz (Łuwoćicy) - Löbau-Mitte | - Löbau-Neustadt - Löbau-Nord - Löbau-Ost - Löbau-Süd - Löbau-West - Mauschwitz (Mučnica) - Nechen (Njechań) - Neucunnewitz - Neukittlitz - Oelsa (Wolešnica) - Oppeln (Wopaleń) - Rosenhain (Róžany) - Unwürde (Wujer) - Wendisch-Cunnersdorf (Serbske Kundraćicy) - Wendisch-Paulsdor (Serbske Pawlecy) - Wohla (Walowy) |

S výjimkou bývalých sídlišť Körbigsdorf, Liebesdörfel, Tiefendorf a Peschen (Stwěšin) zohledňuje toto uspořádání všechna dříve samostatná území.

### Podnebí
Podnebí v Löbau je chladné a mírné. Vyznačuje se množstvím srážek, a to i v nejsušším měsíci. Podle Köppenovy klasifikace podnebí má tato oblast stupeň Dfb, tedy vlhké kontinentální podnebí, které odpovídá nejběžnějšímu klimatu na území České republiky. Průměrná teplota vzduchu je 7,2 °C. Roční úhrn srážek dosahuje 622 mm. Množství srážek je nejnižší v únoru (30 mm), nejbohatší na srážky je celoročně měsíc červen (79 mm). Nejteplejším měsícem je červenec, v němž je teplota vzduchu v průměru o 23,0 ° vyšší než v nejchladnějším měsíci lednu.

## Historie

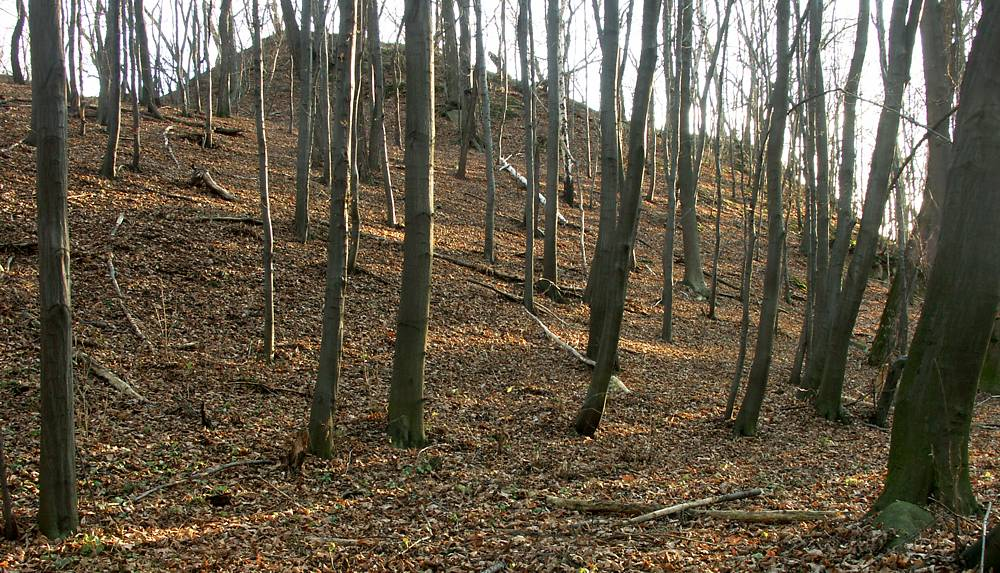
Pozůstatky slovanského opevnění (Bielplatz Bellwitz)

### Pravěk a raný středověk

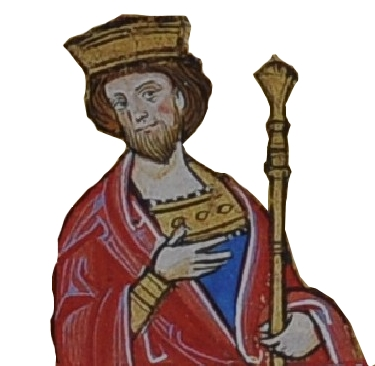
Detail Přemysla Otakara I. z durynského žaltáře

Nálezy keramických a bronzových předmětů v údolí říčky Löbauer Wasser (Lubata) a opevněné sídliště (okružní val nebo násep) na Schaftbergu dokládají prehistorické osídlení městské oblasti Lužickou kulturou doby bronzové (kolem roku 1000 př. n. l.). Asi 800 m jihozápadně od löbauské městské části Bellwitz se nachází na vyvýšenině nad Löbauer Wasser pozůstatky slovanského opevnění „Bielplatz Bellwitz“ nazývané také „Staré šance“ (Alte Schanze) z protohistorického období.
Město Löbau je poprvé zmíněno v roce 1221 v listině biskupa Bruna II. z Míšně adresované jím založené Budyšínské kapitule, které zde mimo jiné postupuje biskupské desátky z vesnice Cunnersdorf u města Löbau (Cunradisdorf prope opidum Lubaw). Název „Löbau“ je germanizovanou formou srbského jména Lubij, které je stejně jako říčka jménem Lubata (Löbauer Wasser) a celá řada dalších místních názvů např. Lubáň, Lublin, Lublaň nebo osobní jméno Lubomír odvozeno od praslovanského slovesa ljubiti, které vychází z praindoevropského kořene lewbʰ-. Město bylo plánovitě založeno za vlády Přemysla Otakara I. kolem roku 1200 kolonisty z Frank a Durynska na náhorní plošině nad bažinatým povodím Lubaty jako hradbami obehnané sídliště obchodníků a řemeslníků, které se až do roku 1319 rozšiřovalo jako typické „město rolnických měšťanů“ (Ackerbürgerstadt). Na přelomu 13. a 14. století patřilo území Löbau pod vládu braniborského markrabství. V roce 1306 propůjčili markrabata Ota IV. a Waldemar Braniborští městu právo nakupovat a prodávat v Budyšíně a zároveň začlenili 20 okolních vesnic Budyšínska pod jeho jurisdikci. Brzy poté, co v roce 1319 zemřel bez mužských potomků braniborský markrabě Waldemar, získal toto území český král Jan Lucemburský.

### Löbau pod českou vládou

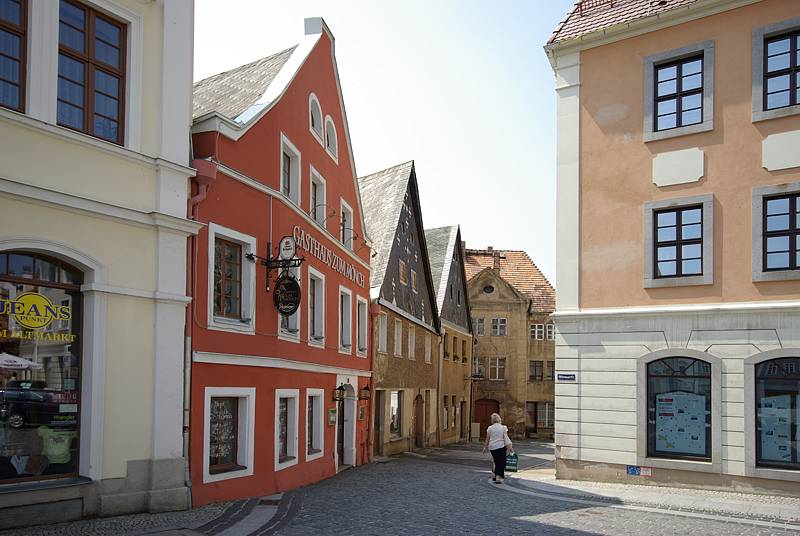
Pohled do uličky Badergasse s domy se štíty směřujícími do ulice, na které je patrný původní ráz města

V roce 1336 je poprvé zmíněn františkánský klášter a k němu náležející kostel sv. Jana. 21. srpna 1346 – tedy pět dní předtím, než Jan Lucemburský padl v bitvě u Kresčaku – bylo v Löbau založeno Hornolužické šestiměstí, jehož cílem byl společný postup proti pachatelům vražd, žhářství, krádeží nebo loupeží. Pro svou centrální polohu bylo město Löbau až do roku 1815 místem jednání tohoto spolku. V roce 1354 obnovil Karel IV. stávající privilegia týkající se bezcelního přístupu do měst Budyšín, Kamenec a Königsbrück. Roku 1355 pak inkorporoval Budyšín, Zhořelec a k nim náležející města do zemí České koruny. Obyvatelé Löbau se v té době živili převážně tkalcovstvím, plátenictvím a pivovarnictvím. Ještě před smrtí Václava IV. v roce 1419 došlo k první pražské defenestraci, kterou začalo období husitských válek. Po Žižkově smrti v roce 1424 se v Löbau konal zemský a městský sněm, který se zabýval situací v Čechách. O měsíc později se zde členové Šestiměstí dohodli, že požádají o vojenskou pomoc saského kurfiřta. Roku 1426 obdržel císař Zikmund od městského svazu 1000 koní, bitvy u Ústí nad Labem se zúčastnilo také 700 vojáků z Horní Lužice. Město Löbau bylo obléháno v letech 1425 a 1429. Ve druhém případě došlo během obležení a dobývání k požáru, který zničil celé město s výjimkou kláštera a městského kostela. Oheň založil jistý Heinrich Zacher, který měl od husitů dostat 18 šilinků. Téhož roku byl ve Zhořelci upálen. 25. září se v Löbau konal sněm, na němž byla zorganizována obrana Šestiměstí proti husitským nájezdům. Na počátku března 1431 bylo město dobyto husitským vojskem pod velením hejtmana Jana Kolúcha z Vesce, který vyhnal část obyvatel i zemského fojta a donutil měšťany ke složení přísahy. Již 12. srpna Löbau obsadili hornolužičtí vojáci. Na konci tohoto roku potom s pomocí Zhořelce začala stavební obnova. V roce 1432 mělo nejmenší město spolku asi 1270 obyvatel. Albrecht II. Habsburský zprostil v roce 1438 na tři roky zadlužené město platebních povinností. Roku 1472 potvrdil Matyáš Korvín Löbau privilegia a svobody, o dva roky později pak uznal vlastnická práva vzhledem k pozemkovému majetku. V roce 1496 udělil Vladislav Jagellonský městu právo výročního trhu na den Povýšení svatého Kříže. Roku 1519 opět došlo k městskému požáru, během kterého vyhořel františkánský klášter. V letech 1522–1523 začal v Löbau v luterském duchu kázat kněz Nikolaus von Glaubitz, jenž löbauské měšťany postupně získal pro učení reformace. Ferdinand I. Habsburský povrdil v roce 1538 privilegia a listiny löbauského kraje a městského pozemkového vlastnictví. Roku 1547 však pro nedostatečnou podporu ve šmalkaldské válce proti protestantům potrestal Šestiměstí všech odebráním privilegií i pozemkového majetku (tzv. Pönfall). V roce 1554 byla pro městský kostel sv. Mikuláše zakoupena Bible v prvním německém překladu, která se zachovala s Lutherovou rukopisnou poznámkou. V osiřelém klášteře vznikla roku 1575 evangelická škola. Roku 1630 byla založena radní knihovna. Za třicetileté války město šestkrát vyhořelo, 30. května 1635 potom bylo markrabství Horní Lužice po sjednání Pražského míru předáno do správy saského kurfiřta Jana Jiřího I.

### Löbau pod saskou vládou

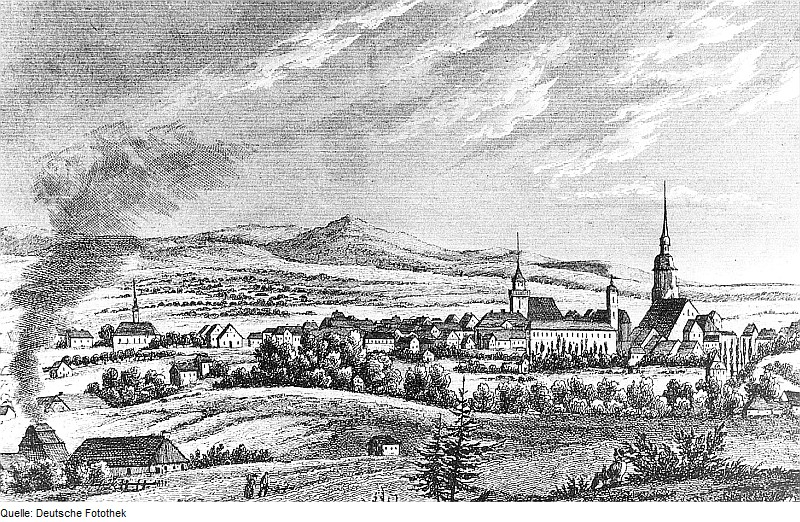
Löbau (1840)

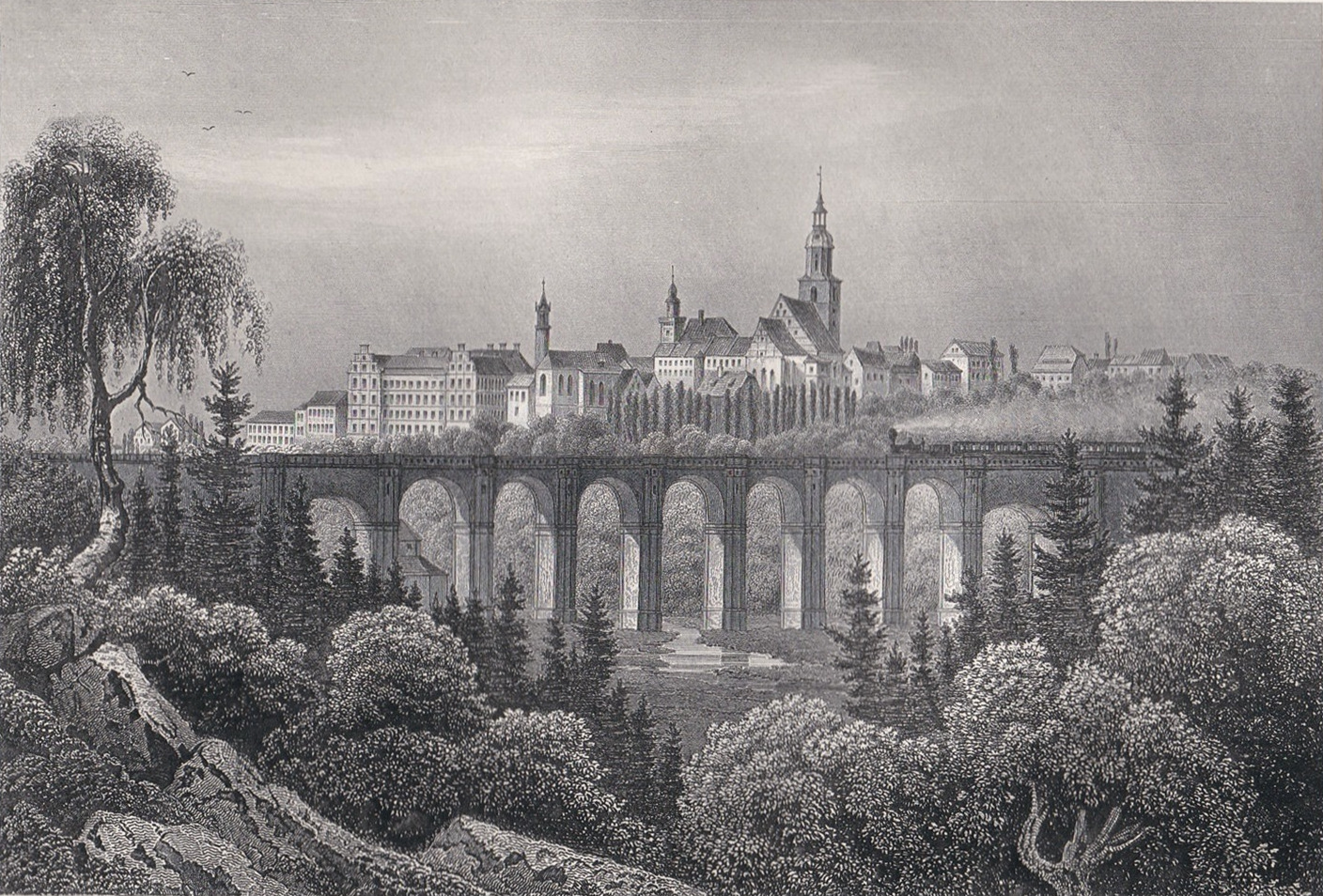
Pohled na Löbau kolem roku 1850

V roce 1637 složili občané Löbau hold svému novému vládci, který při této příležitosti ve městě přenocoval. V 17. století získalo Löbau zeměpanská privilegia, jako je např. právo na vlastní trh a vaření piva stejně jako právo mílové. Kolem roku 1700 nastaly příznivé časy pro lněné tkalcovské výrobky a rozsáhlý zahraniční obchod dosahující až do zámoří. Z tohoto důvodu založilo v roce 1708 několik místních pláteníků obchodní společnost. Po městském požáru roku 1710 došlo k některým stavebním změnám, mimo jiné vznikla barokní přestavba radnice (1714) a řada měšťanských domů. V roce 1729 zde byly postaveny 3 saské poštovní milníky v rámci nově vyměřené uliční sítě za Augusta II. Silného. Roku 1785 vyšlo v Löbau první číslo periodika Der Sächsische Postillon, z něhož se později stal regionální deník, který vycházel až do května 1945. Za napoleonských válek byl pro město obtížný obzvláště rok 1813, v němž mnoho občanů zemřelo na tyfus, který se šířil při přesunech vojsk. 9. září tohoto roku se v dnešní městské části Ebersdorf (Habrachćicy) odehrála bitva mezi Napoleonovou armádou a pruskými a ruskými jednotkami za vedení generála Jussofowicze. V roce 1815 byla na Vídeňském kongresu Horní Lužice rozdělena, Zhořelec a Lubáň připadly Pruskému Slezsku, což vedlo také k ukončení součinnosti Hornolužického šestiměstí. Roku 1821 se ve městě usídlil jeden batalión saské pěchoty, který tu zůstal do roku 1831. V roce 1835 vznikla v Tiefendorfu u Löbau první barvírna červené a barevné příze kupce Hildebranda, což bylo jakýmsi předznamenáním slibného rozvoje textilního průmyslu v následujících letech. O něco později byly založeny papírny, tkalcovny a strojírenské továrny. V roce 1846 byl zprovozněn úsek železniční tratě Budyšín–Löbau na trase Drážďany–Zhořelec, došlo také k založení akciového pivovaru. Roku 1847 byl dokončen železniční viadukt s devíti oblouky, nový úsek trati Löbau–Zhořelec již umožňoval spojení s Paříží a Varšavou. V roce 1854 byla otevřena litinová rozhledna krále Friedricha Augusta na vrchu Löbauer Berg. Stavbu financoval pekařský mistr Friedrich August Bretschneider (1805–1863) částkou 25 000 tolarů. Roku 1855 byl zaveden Nový saský trestní řád, jehož autorem byl löbauský advokát Louis Friedrich Oskar von Schwarze (1816–1886). V roce 1859 sestavil August Förster ve svém přístěnku v Löbau svůj první klavír. Jeho křídla a piána se v löbauské továrně August Förster GmbH vyrábějí dodnes. V éře industrializace byly ve městě založeny rovněž továrny na výrobu knoflíků, obuvi, těstovin, cukrovinek, sladu, gumárenská továrna Kniepert, továrna na výrobu kyseliny uhličité, brusírny kamene, zlatnické dílny a nejvýznamnější trh s obilím v Sasku. V letech 1867–1869 ve městě opět sídlil batalión saské pěchoty. Roku 1873 byl otevřen Královský učitelský seminář v prostorách Preuskerovy školy. V letech 1874–1876 vznikla pod vedením stavebního mistra Dreßlera z Pirny dnešní budova A, ve které sídlí Geschwister-Scholl-Gymnasiums. V roce 1895 byl odhalen vítězný sloup k 25. výročí bitvy u Sedanu. O rok později byl osázen vítězný (dnes mírový) háj. Roku 1896 vznikl na vrchu Löbauer Berg hotel Honigbrunnen, který od roku 2006 slouží jako výletní restaurace. V roce 1906 bylo dostavěno městské koupaliště Herrmannbad, které bylo na svou dobu moderní i pro možnost přivádět teplou vodu z pivovaru. Roku 1913 byl postaven areál kasáren (Jägerkaserne), batalión polních myslivců č. 12 však do Löbau nebyl přeložen, protože vypukla první světová válka.

### 1918–1945

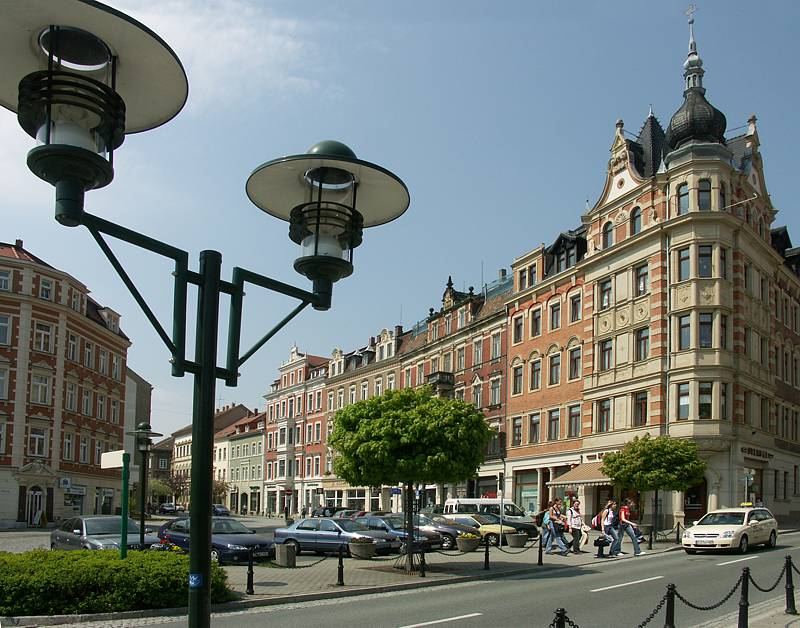
Náměstí Wettiner Platz s památkově chráněnými domy z přelomu 19. a 20. století

V klíčových volbách v roce 1932 zvolilo 31,2% občanů z Löbau nacionální socialisty, celostátní průměr byl 33,1%. V roce 1933 zde vznikl architektonicky zajímavý dům továrníka Schminkeho, který navrhl prof. Hans Scharoun v tzv. mezinárodním slohu. Roku 1935 se v Löbau konaly lužické oslavy u příležitosti 300letého výročí Pražského míru a tedy připojení Horní Lužice k Sasku. Během druhé světové války bylo v blízké obci Großschweidnitz zabito přes 5000 obětí v rámci nacionálně socialistického programu „eutanazie“, 192 z nich byly osoby deportované na nucené práce. Zavražděno bylo nejméně 40 Židů z Žitavy a Löbau. Na konci druhé světové války byly ustupujícími jednotkami Wehrmachtu vyhozeny do povětří všechny důležité mosty. Následně bylo město bez boje obsazeno Rudou armádou. Z téměř 13 000 obyvatel Löbau zemřelo ve válce asi 350 osob.

### Období NDR
Po založení NDR se v Löbauer Oberschule (dnes Geschwister-Scholl-Gymnasium) zformovala jedenáctičlenná odbojová skupina, která v roce 1950 rozšiřovala letáky o bojkotu nesvobodných voleb. Ještě před zásahem Stasi se část těchto studentů zachránila útěkem do Berlína, jiní – včetně hlavního organizátora Gerharda Bartsche – byli zatčeni a uvězněni v budyšínské věznici. V tomto roce se v Löbau konalo otevření nového „Stadionu mládeže“ (Stadion der Jugend) za účasti 15 000 návštěvníků. Kapacita tohoto sportovního areálu na úpatí vrchu Löbauer Berg je 5000 návštěvníků. Kolem roku 1960 začaly stavební práce na obytné oblasti Löbau-Süd, v sedmdesátých letech byla postavena oblast Löbau-Nord, v osmdesátých potom Löbau-Ost. V roce 1963 zde byla v místních kasárnách založena „Důstojnická vysoká škola pozemních sil NDR Ernsta Thälmanna“ (Offiziershochschule der Landstreitkräfte der DDR: Ernst Thälmann). Na této škole v letech 1973–1975 studoval písničkář Gerhard Gundermann, než byl vyloučen, protože odmítl zpívat pochvalnou píseň na počest ministra obrany. Po roce 1984 v Löbau vznikly nejrůznější státní podniky např. Anker-Teigwarenfabrik VEB, Zuckerfabrik Löbau VEB, Förster Pianos Löbau VEB a Werk Trabant Löbau. Roku 1988 byla na Schafbergu postavena 162 m vysoká vysílací věž (televizní věž) pro velmi krátké vlny, TV a rádio.

### Po roce 1990
Po znovusjednocení Německa v roce 1990 následovala hluboká strukturální změna. Většina podniků s výjimkou Förster-Pianos Löbau a Zuckerfabrik Löbau byla uzavřena kvůli změnám vlastníka. Důstojnická škola byla zrušena. Textilní průmysl zcela vymizel. Po roce 1990 byla zahájena postupná rekonstrukce historického centra. V roce 1991 bylo u příležitosti 770 výročí od založení slavnostním podpisem listiny obnoveno Hornolužické šestiměstí. V průběhu okresní reformy z roku 1994 ztratilo Löbau status okresního města. 9. září 1994 byla v den 140. výročí za přítomnosti saského premiéra uvedena do provozu litinová rozhledna krále Friedricha Augusta II., která prošla kompletní rekonstrukcí. V nově zformovaném okrese Löbau-Zittau (ZI), který vznikl v rámci nového Zemského okresu Görlitz, získalo Löbau 1. ledna 2000 opět status velkého okresního města, téměř všechny jeho politické a administrativní funkce však přešly na Žitavu.

## Obyvatelstvo

Vývoj počtu obyvatel Löbau v letech 1502 až 2010

Löbau je s více než 15 000 obyvateli čtvrtým největším městem v Zemském okrese Zhořelec. Zatímco v Sasku došlo v roce 2015 ve srovnání s rokem 2005 k poklesu populace o 4,4 %, pokles počtu obyvatel v Löbau byl mnohem vyšší. Město se zmenšilo o 14,8 %. Obzvláště vysoký je tento pokles ve věkové skupině od 15 do 25 let, která se obvykle ještě profesně vzdělává. Zde se oproti roku 2005 čísla snížila na polovinu. Zatímco v Sasku bylo v této věkové skupině o 43,1 % méně obyvatel, v Löbau to byl úbytek o 54,7 %. Počet osob ve věku 65 let a více se v Löbau mírně snížil o 2,9 %. Naopak v Sasku se jejich počet zvýšil o 7,6 %. Pokles počtu obyvatel bude podle prognóz pokračovat až do roku 2030, v Löbau ještě výrazněji než Zemském okrese Zhořelec nebo v saském celostátním průměru. Populace se ve městě sníží o 11,7 až 15,9 %, což je spojeno s pokračujícím stárnutím obyvatelstva. Průměrný věk obyvatel v Löbau byl v roce 2015 48,6 roku; očekává se, že v roce 2030 vzroste o 2,6 roku. V té době zde bude pouze asi každý šestý mladší 20 let, zatímco více než každý třetí bude ve věku 65 a více let.

## Politika

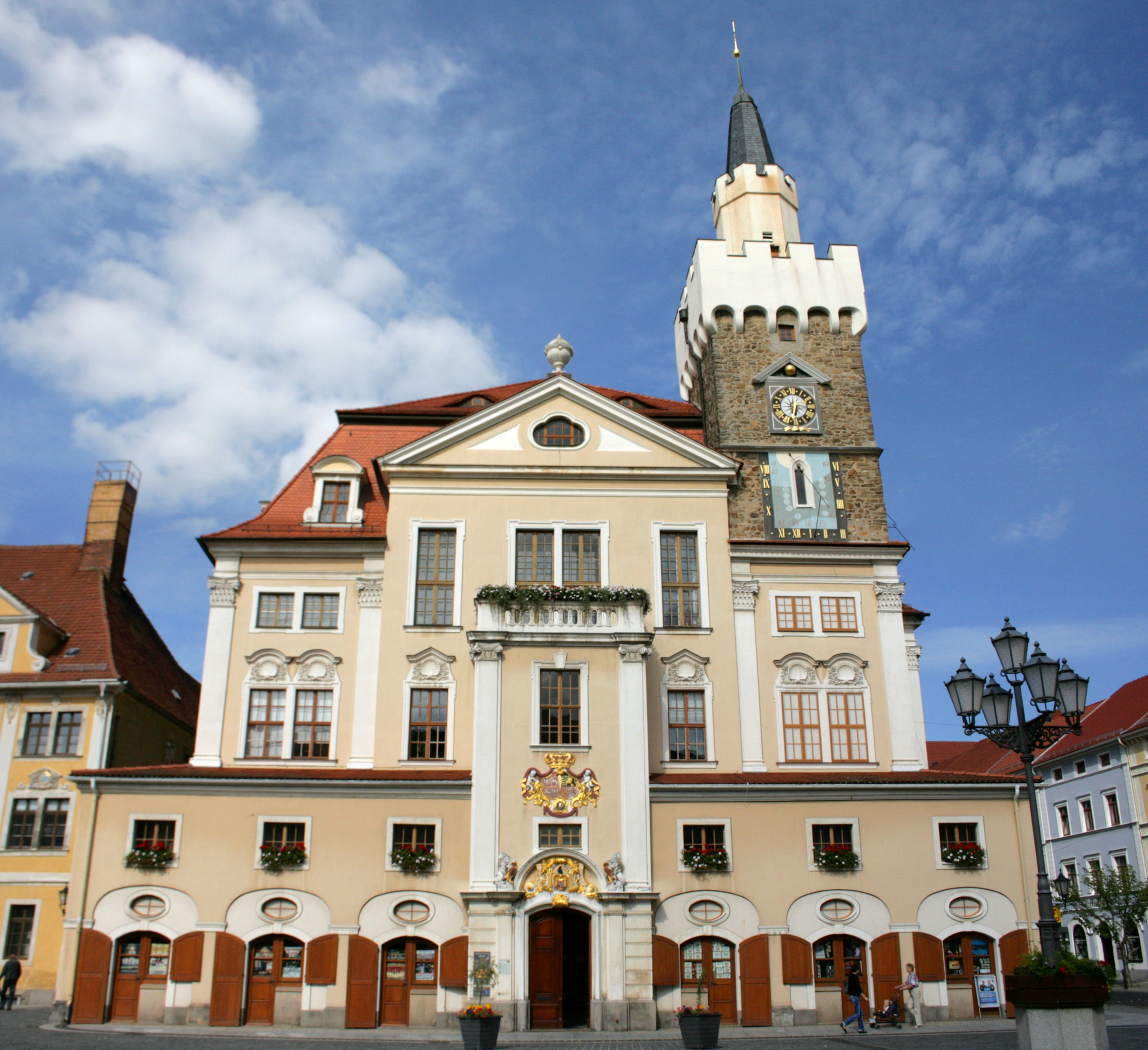
Radnice

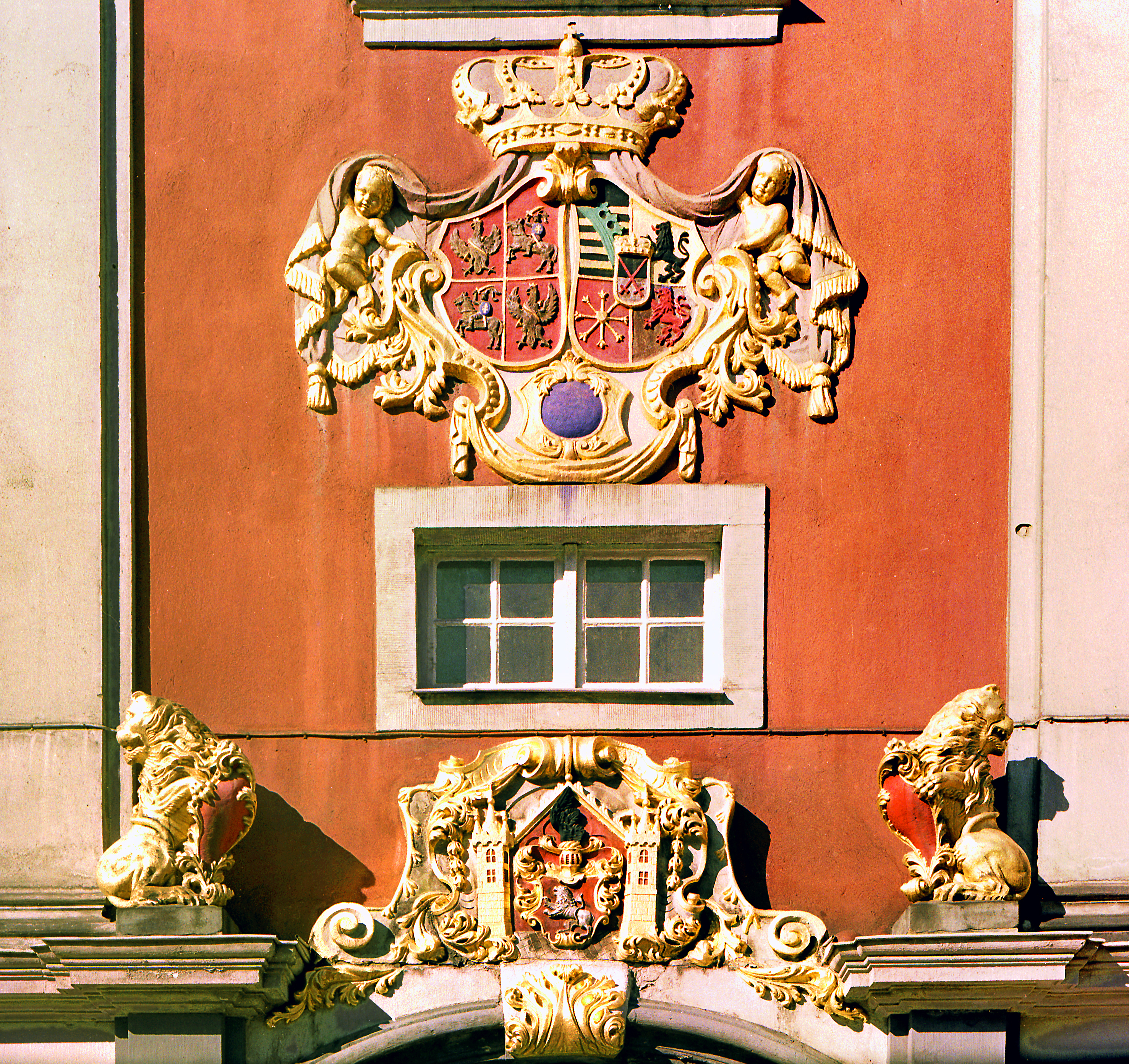
Sasko-polský dvojitý znak a městský znak nad portálem radnice

### Městská rada
Městská rada Löbau má celkem 22 členů. Ti patří k následujícím stranám a volebním sdružením:
|      | CDU | Die Linke | Bürgerliste | FDP | SPD | AfD | Celkem |
| 1999 | 9   | 7         | 3           | 1   | 2   | –   | 22     |
| 2004 | 8   | 7         | 4           | 2   | 1   | –   | 22     |
| 2009 | 7   | 5         | 6           | 3   | 1   | –   | 22     |
| 2014 | 6   | 5         | 10          | 1   | 0   | –   | 22     |
| 2019 | 4   | 3         | 8           | 0   | –   | 7   | 22     |

### Místní rady
V začleněných oblastech od roku 2014 existují příslušné místní rady s místním představeným obce. Hlavní statut města Löbau pro tento účel zavedl místní zřízení pro čtyři oblasti. Jedná se o oblast Ebersdorf (městskou část Ebersdorf), oblast Großdehsa (městské části Eiserode, Großdehsa, Nechen a Peschen), oblast Kittlitz (městské části Altcunnewitz, Bellwitz, Carlsbrunn, Georgewitz, Glossen, Kittlitz, Kleinradmeritz, Krappe, Laucha, Lautitz, Mauschwitz, Neucunnewitz, Neukittlitz, Oppeln a Wohla) a konečně oblast Rosenhain (městské části Dolgowitz, Rosenhain, Wendisch-Cunnersdorf a Wendisch-Paulsdorf). Tyto místní rady jsou voleny z obyvatel příslušné oblasti při každých komunálních volbách. Jejich smyslem je registrovat důležité místní záležitosti. Místní představený je volen příslušnými místními radami.

### Primátor
Hlavním představitelem města býval tzv. consul regens neboli „vládnoucí starosta“. Toho zastupovali exconsulae na pozici 1. a 2. zastupujícího starosty. Tito tři starostové se na principu konzulátu ve vládě střídali. Později byl nejvyšší představitel města označován jako starosta (Bürgermeister), od 1. ledna 2000 pak primátor (Oberbürgermeister), který je obyvateli volen v přímé volbě vždy na 7 let. Jeho stálým zástupcem je „první radní“ (Der erste Beigeordnete), který se označuje jako starosta (Bürgermeister). Ten je od roku 2016 hlavním vedoucím městské kanceláře, po němž potom následuje tzv. „komorník“ (Kämmerer). V letech 2001–2021 byl primátorem nezávislý kandidát Dietmar Buchholz. V roce 2021 zvítězil ve volbách nezávislý kandidát Albrecht Gubsch, dříve vedoucí stavebního úřadu.

### Znak

Velký městský znak Löbau

Blason: Městský znak Löbau je tvořen červeným štítem, na němž se nachází pod zlatým portálem a mezi dvěma zlatými věžemi volně stojící stříbrný dvouocasý český lev. Nad štítem je přilba se stříbrnými a červenými pokrývkami; na přilbě je umístěno staročeské černé křídlo poseté 13 zlatými lipovými listy.

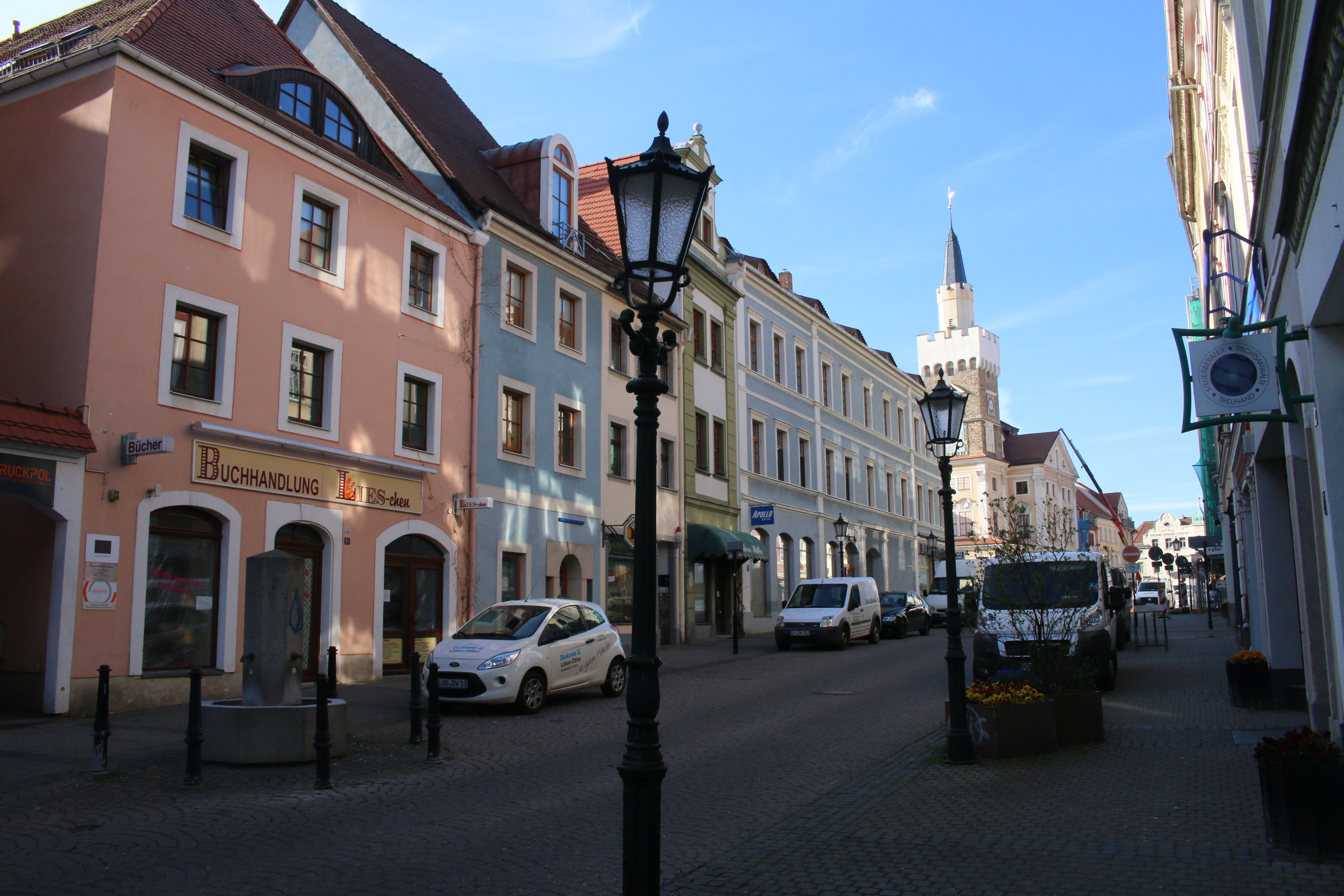
Ulice Zittauer Straße ve směru k hlavnímu náměstí

Tato varianta městského znaku byla vytvořena v roce 1897 ve spolupráci s Hlavním saským archivem. V roce 1994 došlo rezolucí městské rady k poslední revizi znaku s ohledem ke všem historickým atributům, kterou opět potvrdil Hlavní saský archiv v Drážďanech. Další varianty znaku uvádí např. Johann Benedict Carpzov ve svém díle Neueröffneter Ehren-Tempel merckwürdiger Antiquitaeten des Marggraffthums Ober-Lausitz... (Leipzig ; Budissin 1719). Dvouocasý lev vyjadřuje příslušnost Horní Lužice k Čechám. Tento český lev se nejprve objevuje na nejstarší městské pečeti (před rokem 1254). Na pečetích z let 1336–1632 je nahrazen sv. Mikulášem, patronem obchodu.

### Správní společenství
Se sousedními obcemi Lawalde, Großschweidnitz a Rosenbach tvoří Löbau takzvané Správní společenství (Verwaltungsgemeinschaft), což je forma spolupráce mezi obcemi, která je zvláštním prvkem saského právního řádu zakotveným v Saském zákoně o komunální spolupráci (Sächsisches Gesetz über kommunale Zusammenarbeit, § 7 a 8). Tato spolupráce se zakládá na tom, že jedna z obcí, tzv. erfüllende Gemeinde (plnící obec), převezme úkoly celého správního sdružení. V případě Správního společenství Löbau má tuto funkci „plnící obce“ město Löbau.

### Partnerská města

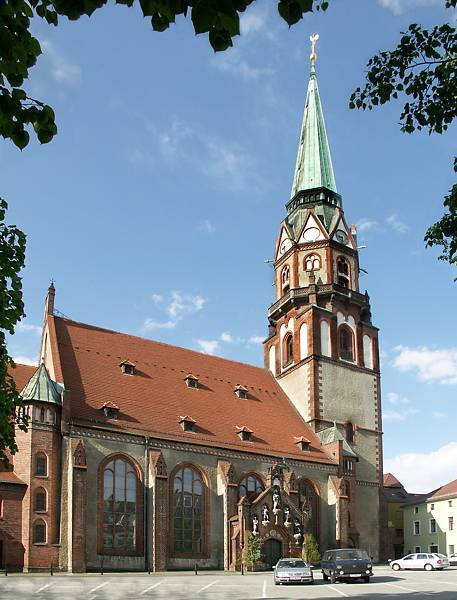
Kostel sv. Mikuláše

- Ettlingen, Německo, od roku 1990
- Épernay, Francie, od roku 1991
- Lubáň, Polsko, od roku 1998
- Makó, Maďarsko, od roku 2005

## Pamětihodnosti

### Sakrální stavby
- Hlavní městský kostel sv. Mikuláše (Die evangelisch-lutherische Hauptkirche „Sankt Nikolai“) – První písemná zmínka o kostele sv. Mikuláše pochází z roku 1293. Tehdy se patrně jednalo o románskou sálovou stavbu se zapuštěným chórem. Koncem 13. století byly chórový prostor a krypta pod východním klenebním polem prodlouženy a kostel byl goticky přestavěn ve dvoulodní halový chrám. Tři osmiboké pilíře nesly křížovou žebrovou klenbu. V letech 1739–1742 vznikl přístavek jižní lodi, který sloužil pro bohoslužby začleněné obce Niedercunnersdorf. Ve stejné době získala věž svou barokní podobu. V letech 1884–1885 kostel restauroval Ludwig Gotthilf Möckel. Jeho novogotické stavební úpravy však přeznačily původní charakter stavby, zmizelo cenné vnitřní zařízení, např. parapety na emporách s obrazy svatých. Kamenný oltářní stůl byl nahrazen novým stolem z pískovce. Nový dřevěný oltář s vyobrazením Poslední večeře vychází z oltáře v kostele sv. Jakuba ve městě Neustadt in Sachsen. V letech 1933–1934 oltářní prostor ještě upravoval drážďanský architekt Carl Richter. Původní varhany z roku 1615 byly v roce 1884 nahrazeny novým nástrojem od budyšínské firmy Hermann Eule. Ty byly v roce 1992 kvůli značnému opotřebení vyměněny za nové varhany stejného výrobce. Věž je vysoká 83,5 m. Sv. Mikuláš, patron obchodu, poukazuje na obchodní ráz města Löbau.[25]
- Kostel sv. Jana (Johanniskirche) – Kostel sv. Jana, v minulosti nazývaný také Klášterní nebo Srbský kostel (Klosterkirche / Wendische Kirche), vznikl kolem roku 1330. Vysvěcen byl v roce 1336 míšeňským biskupem Witigolem II. Roku 1511 byl zničen během městského požáru. Znovu zprovozněn byl až po reformaci v roce 1591. Od roku 1667 se v něm kázalo dvojjazyčně: půl hodiny v lužické srbštině, půl hodiny v němčině. Po roce 1666 již bylo nezbytné stavbu opravit. Roku 1668 byly osazeny empory. Po požáru v roce 1678 se však kostel začal využívat až roku 1681. V roce 1687 získal nový oltář. Během sedmileté války sloužil jako posádkový kostel pro pruské vojáky. V letech 1840–1841 prošel chrám větší přestavbou, která mu dodala jeho současnou vnější i vnitřní podobu. Poslední srbské bohoslužby se zde konaly v roce 1912. Po roce 1956 pak přestal sloužit bohoslužebným účelům docela. Později byl používán jako sklad, od roku 1994 je v majetku města, které objekt zrekonstruovalo. V roce 2001 tu bylo otevřeno „Kulturní centrum Šestiměstí a Euroregionu Nisa“ (Kulturzentrum des Sechsstädtebundes und der Euroregion Neiße).[25]
- Františkánský klášter (Franziskanerkloster) – První písemná zmínka o františkánech v Löbau pochází z roku 1336. Parcelu a peníze na stavbu kostela a kláštera poskytli občané města. Obě tyto budovy byly dokončeny ve stejný rok. Klášter vysvětil míšeňský biskup Witigol ve jménu svatého Kříže. Obvykle jej obývalo 8 mnichů, kteří žili z darů a hospodařili na vlastním pozemku. Při městském požáru v roce 1519 klášter vyhořel, opravy se vlekly, neboť měšťané byli sami zruinovaní. Po období reformace mniši ještě více zchudli, prodali zahradu a dali do zástavy klášterní klenoty, které se později dostaly do Kláštera Marienthal a do Chrámové pokladnice budyšínské kapituly. Od roku 1549 žil v klášteře už jen jeden mnich, jenž zemřel v roce 1563. S jeho smrtí skončily dějiny františkánského řádu v Löbau. V roce 1565 zde vznikla partikulární (městská) škola, později lyceum a od roku 1818 opět městská škola. Původní budovy kláštera byly zbořeny před rokem 1854, kdy byla na jejich místě postavena Preuskerova škola (Preuskerschule), která je od roku 2001 sídlem Technické radnice.[25]
- Kostel sv. Ducha (Heilig-Geist-Kirche) – Kostel sv. Ducha, který se nachází jižně od centra za bývalými hradbami, byl postaven v roce 1458 jako špitální kostel. Po roce 1712 byl barokně přestavěn a nadále sloužil k výuce katechismu. Po poškození z roku 1945 byl opraven v původním stylu. Věž byla restaurována v roce 1979, kdy proběhla také obnova vnějšího pláště stavby.
- Kostel Jména Panny Marie (Die katholische Pfarrkirche Mariä Namen) – Katolický farní kostel Jména Panny Marie je sálovou stavbou ve novogotickém arkádovém stylu. Postaven byl v letech 1890–1892 podle plánů benediktýna Gislena Bethuneho. V době svého vzniku, kdy se v Löbau opět utvořila katolická komunita, sloužil k bohoslužbám rodin přistěhovalých dělníků ze Slezska a Čech.

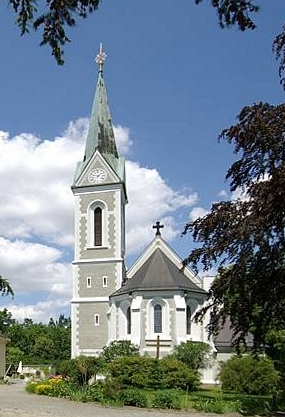
Kostel Jména Panny Marie
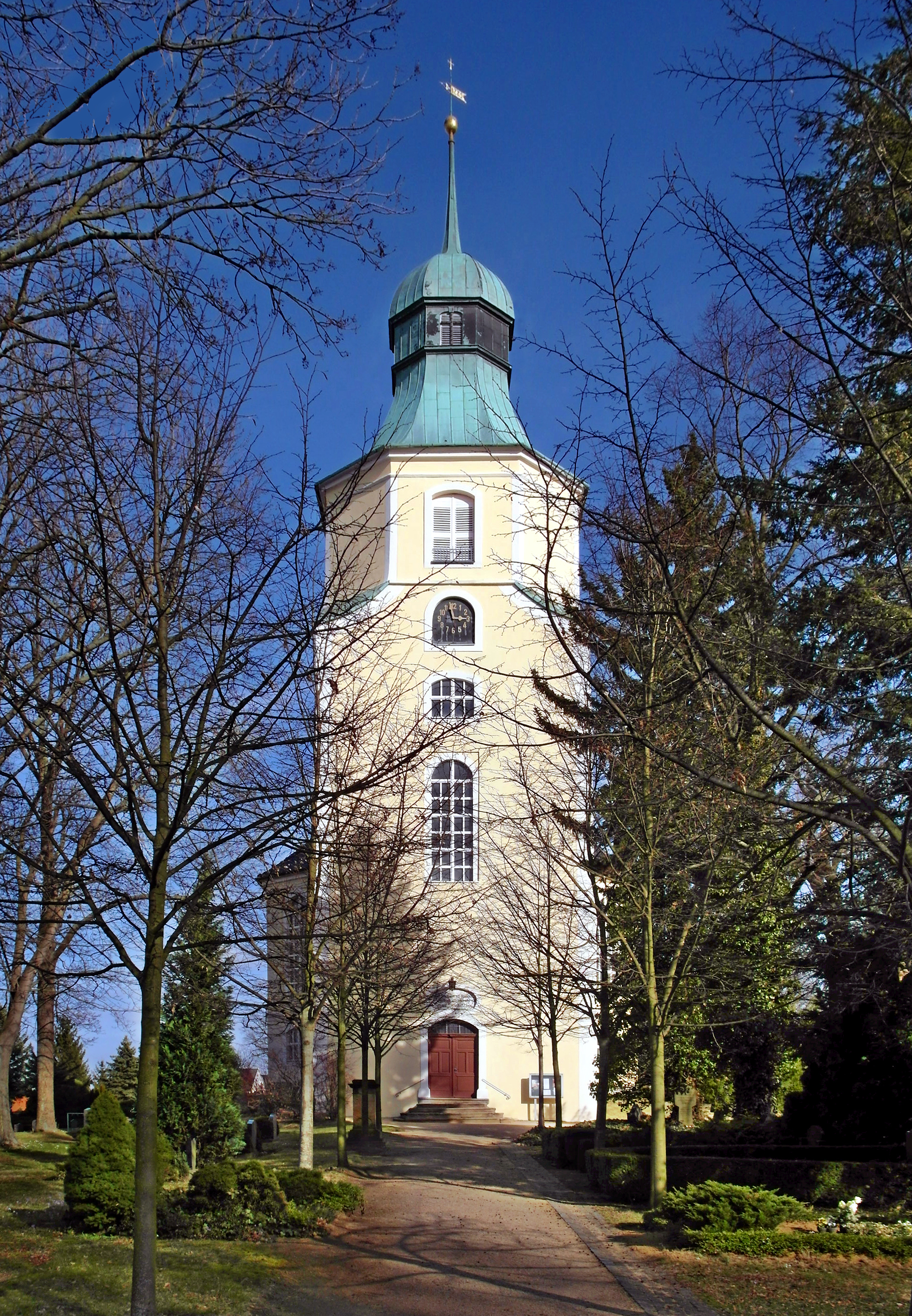
Kostel Nejsvětější Trojice v Kittlitz
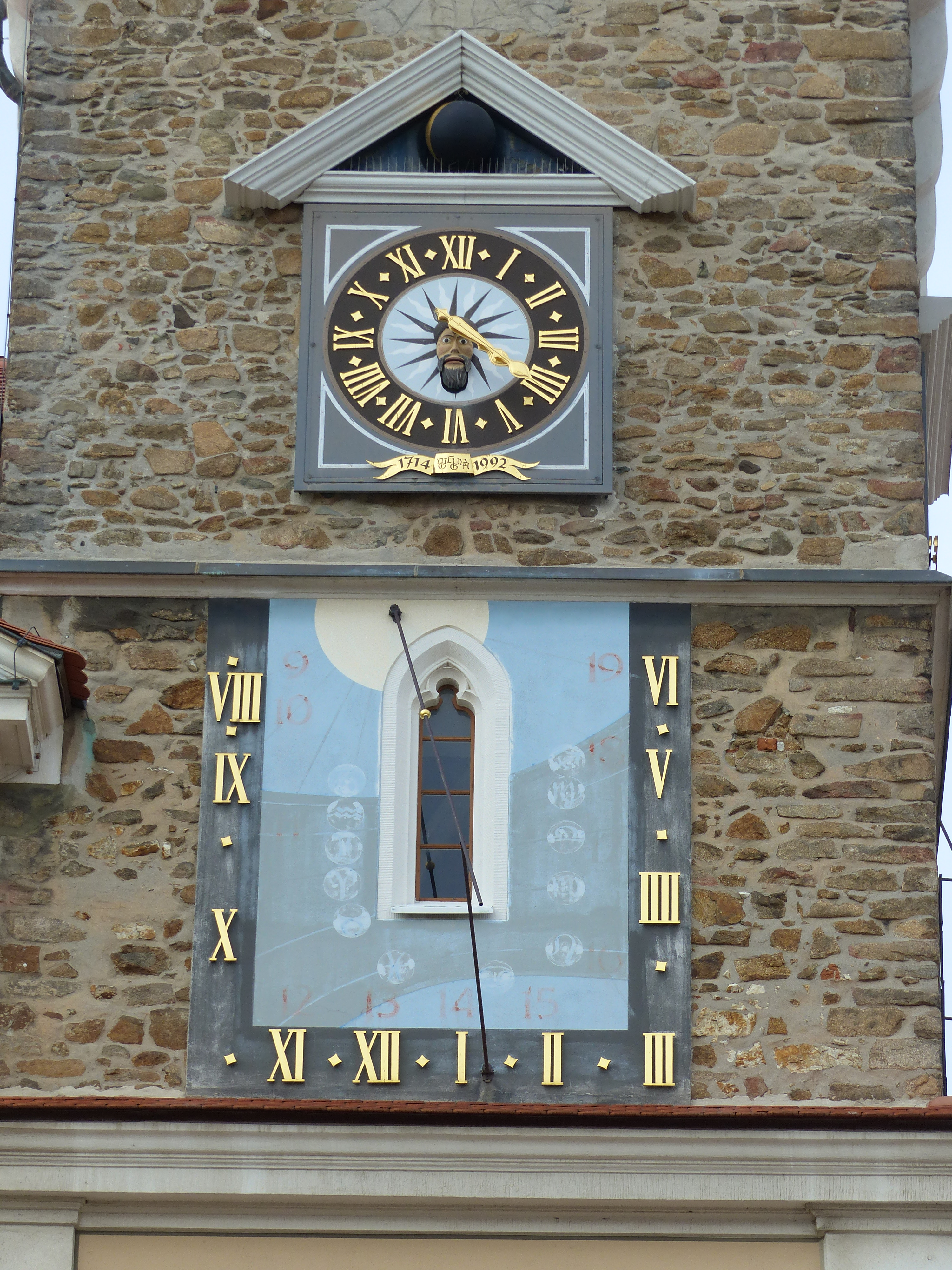
Radniční hodiny
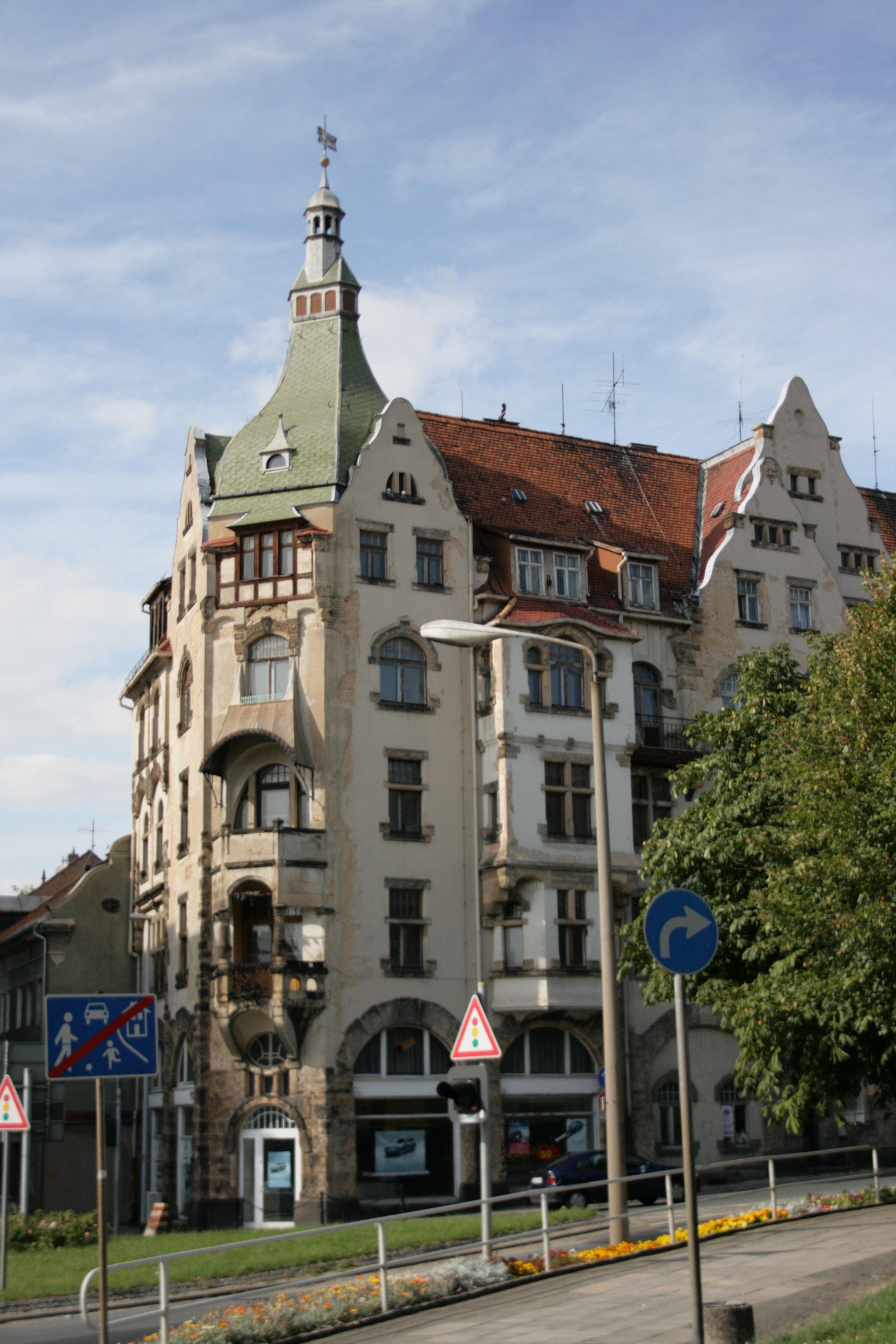
Ulice Bautzener Straße
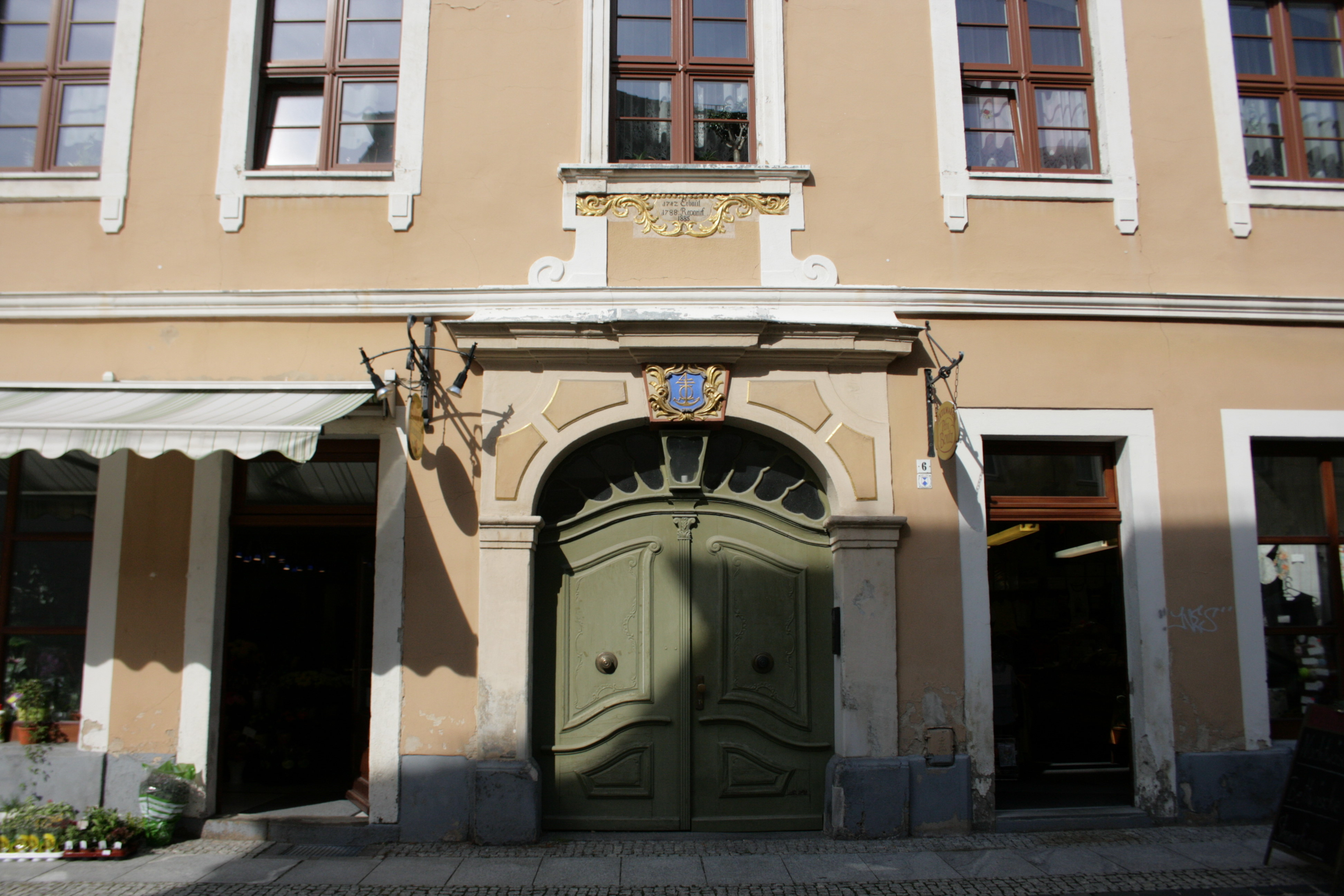
Barokní dům v ulici Rittergasse 6
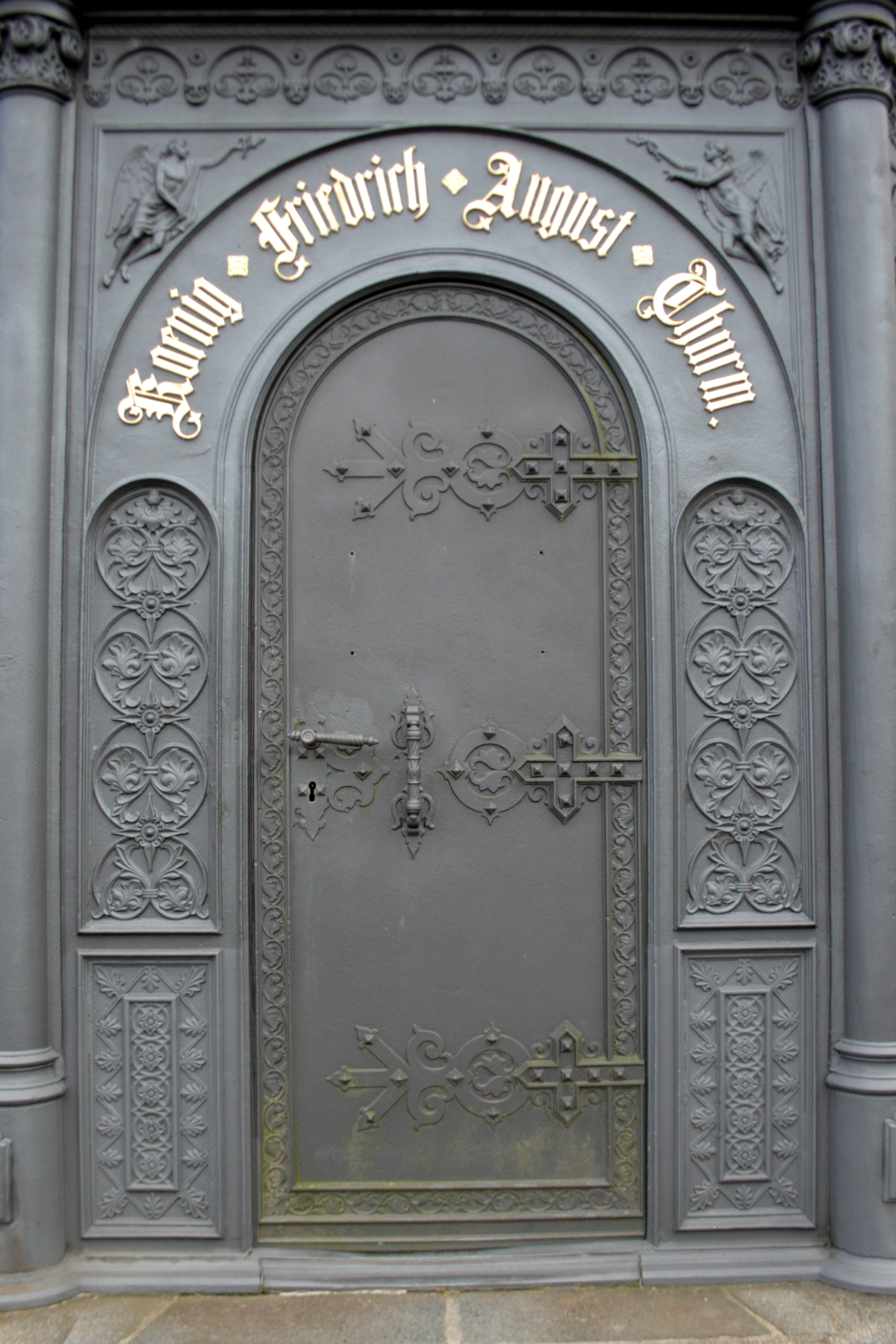
Litinová rozhledna krále Friedricha Augusta – detail dveří
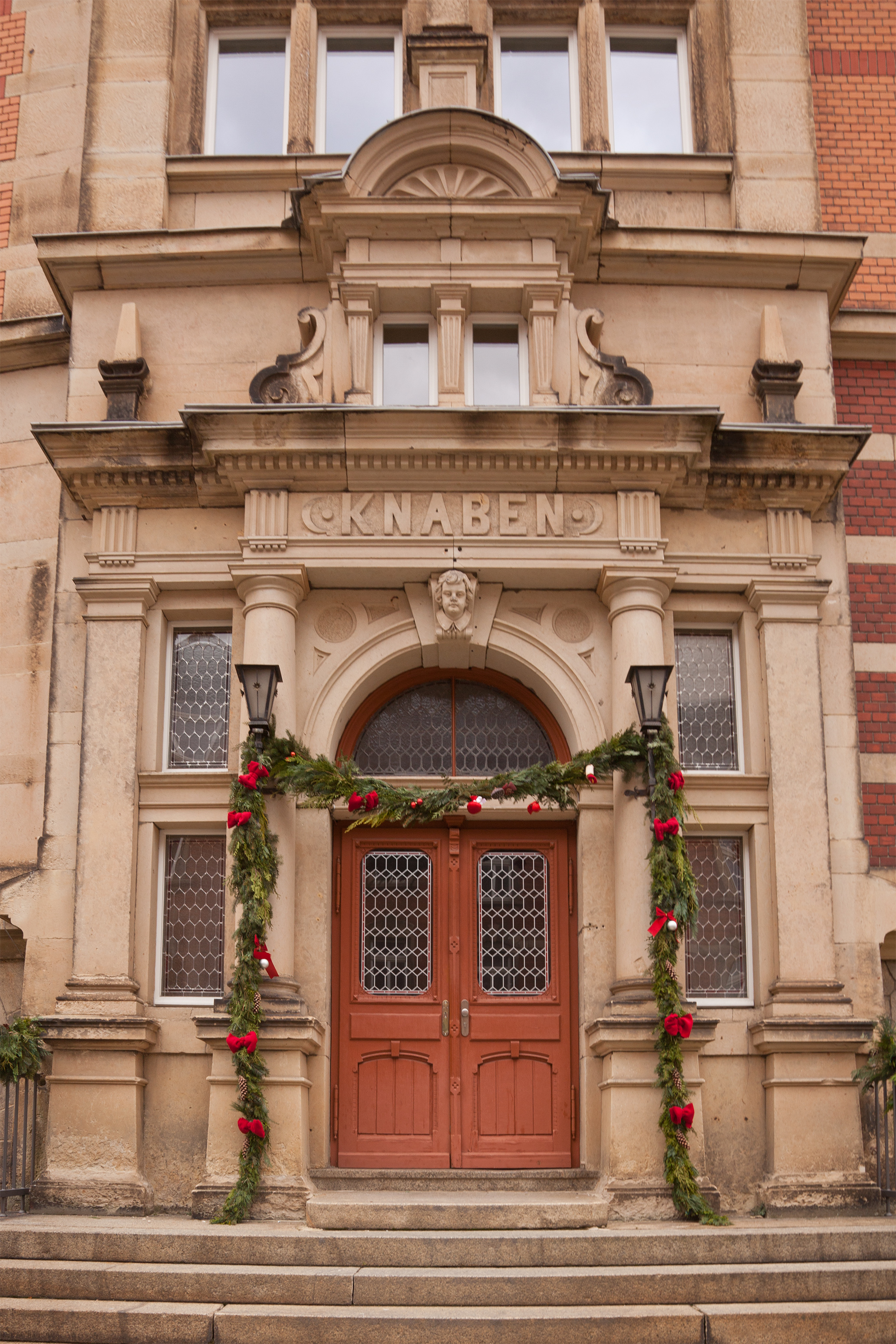
Pestalozzi-Schule (vchod pro chlapce)
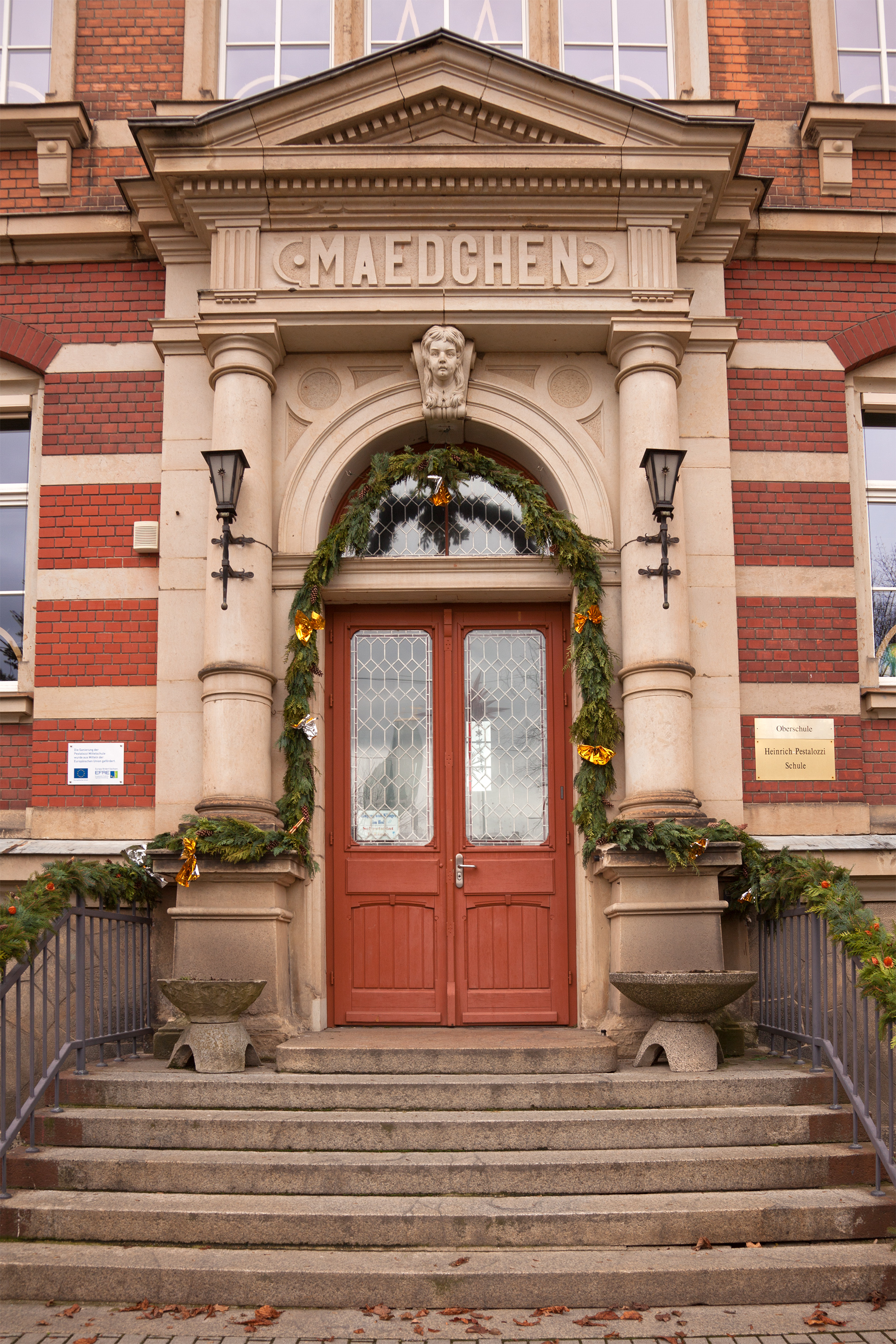
Pestalozzi-Schule (vchod pro dívky)
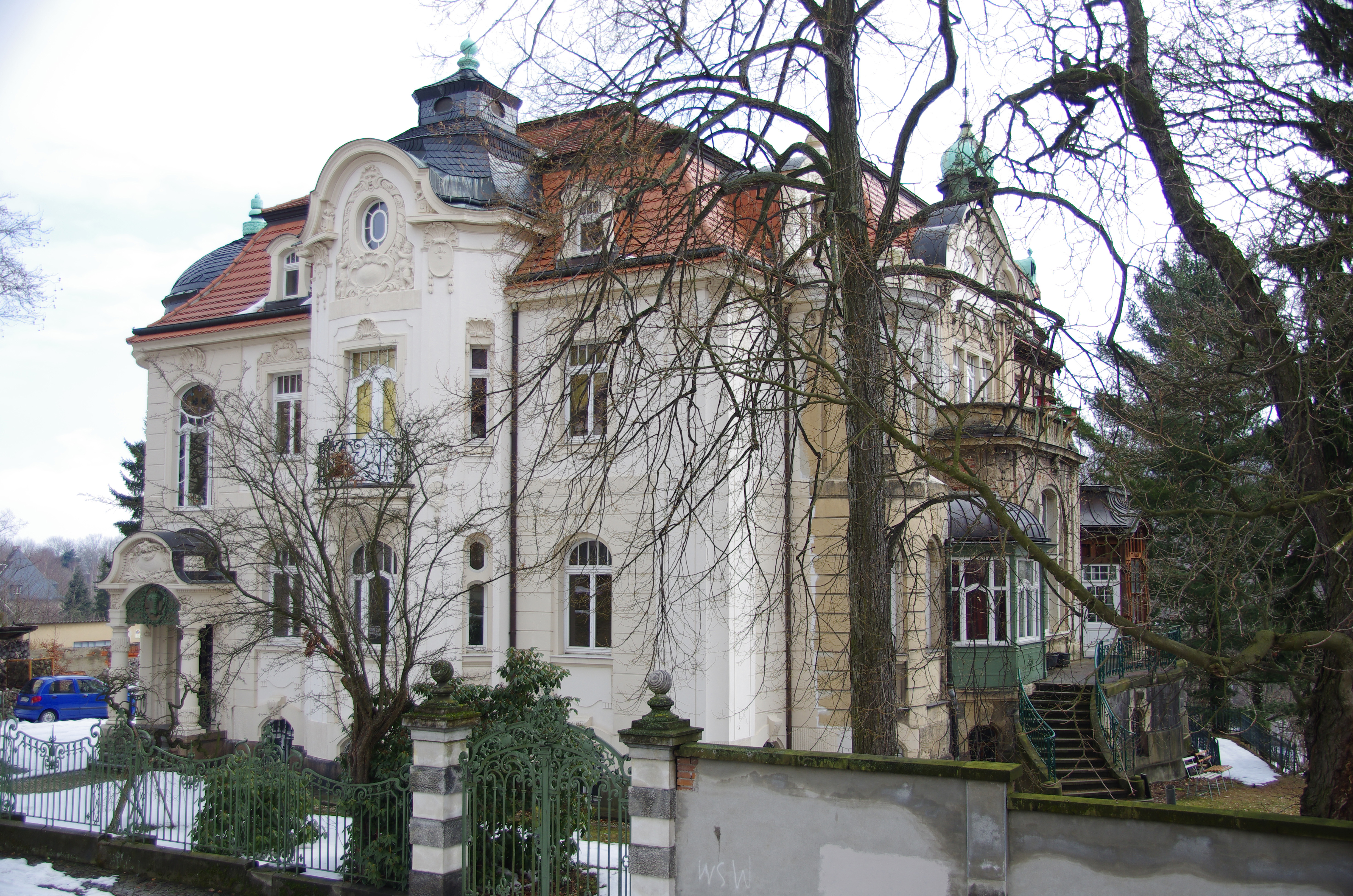
Brücknerova vila
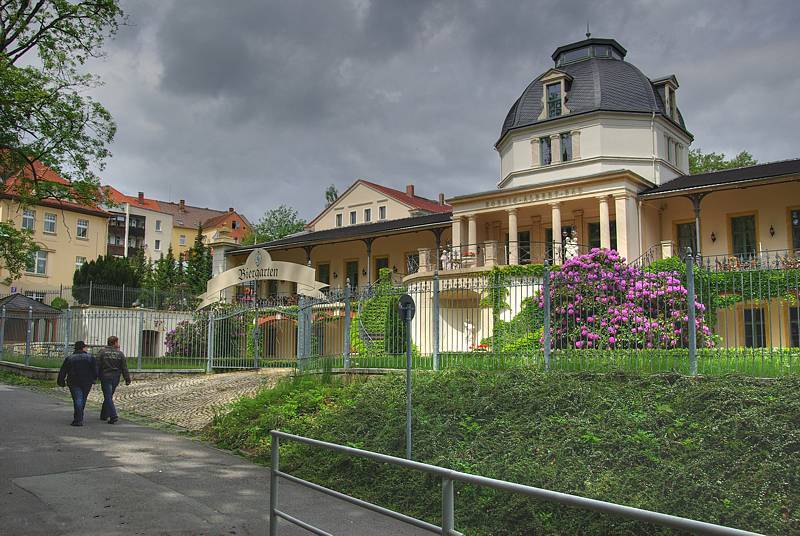
Lázně krále Alberta
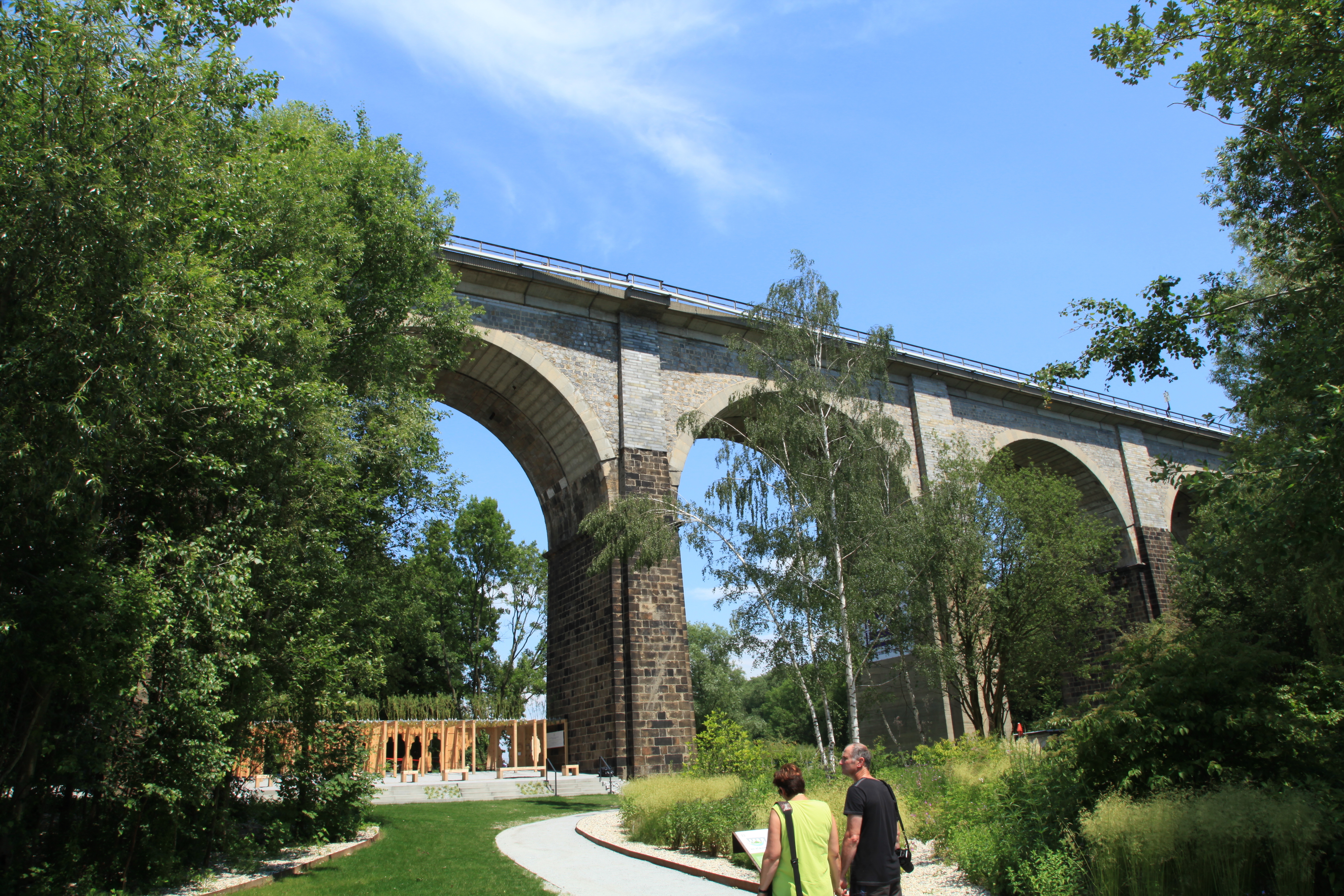
Viadukt
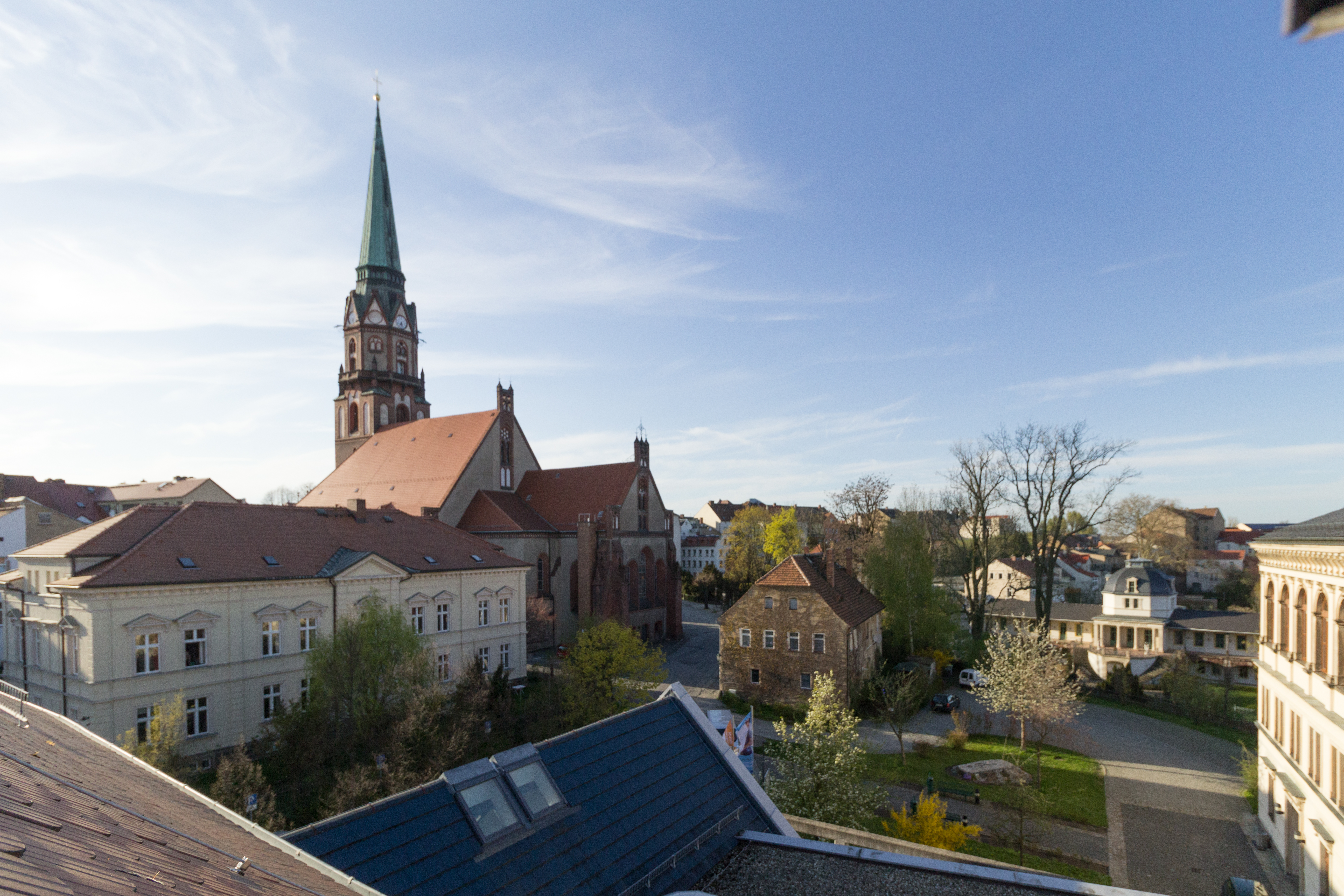
Pohled z kostela sv. Jana
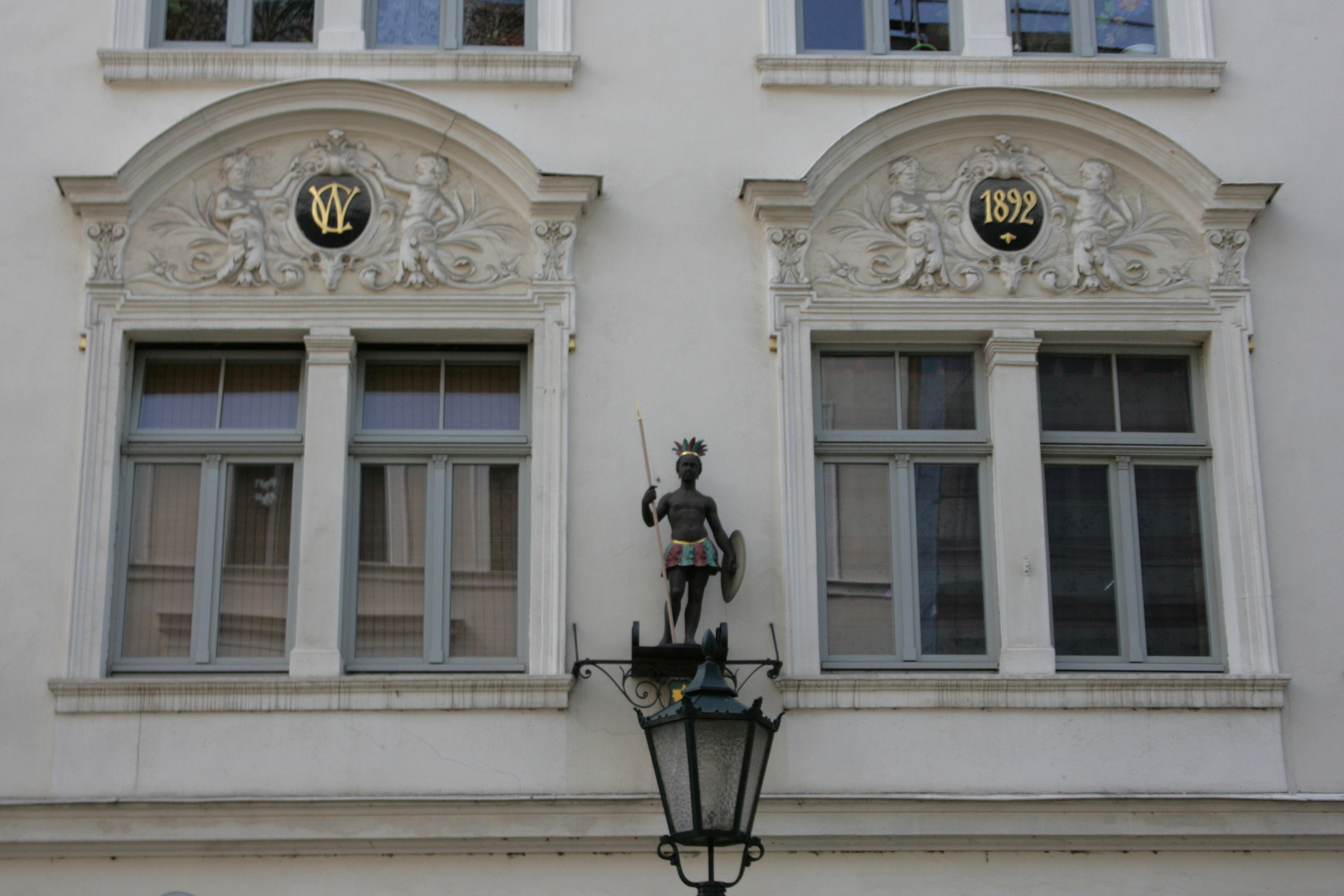
Detail domu v ulici Zittauer Straße
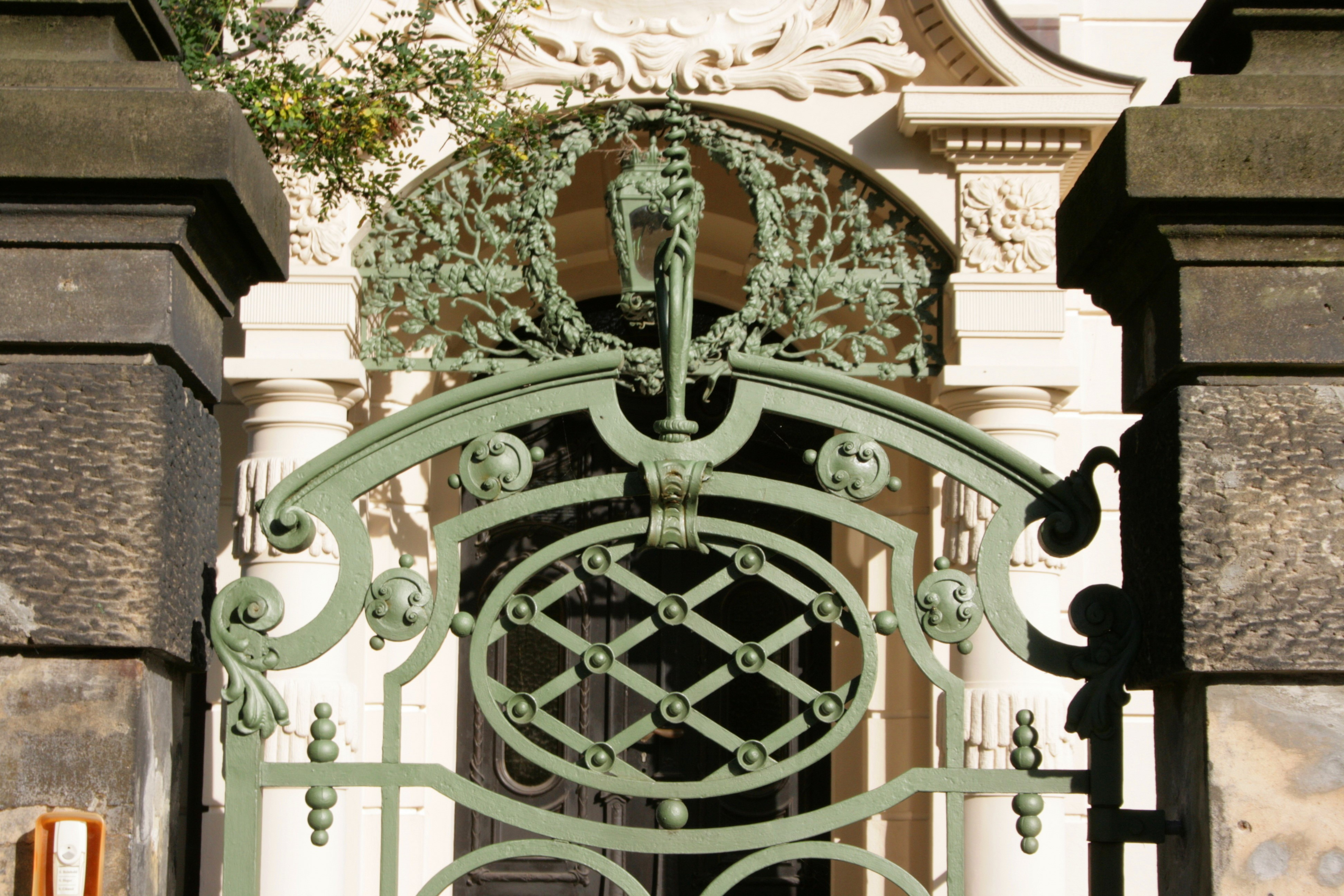
Detail výzdoby Brücknerovy vily
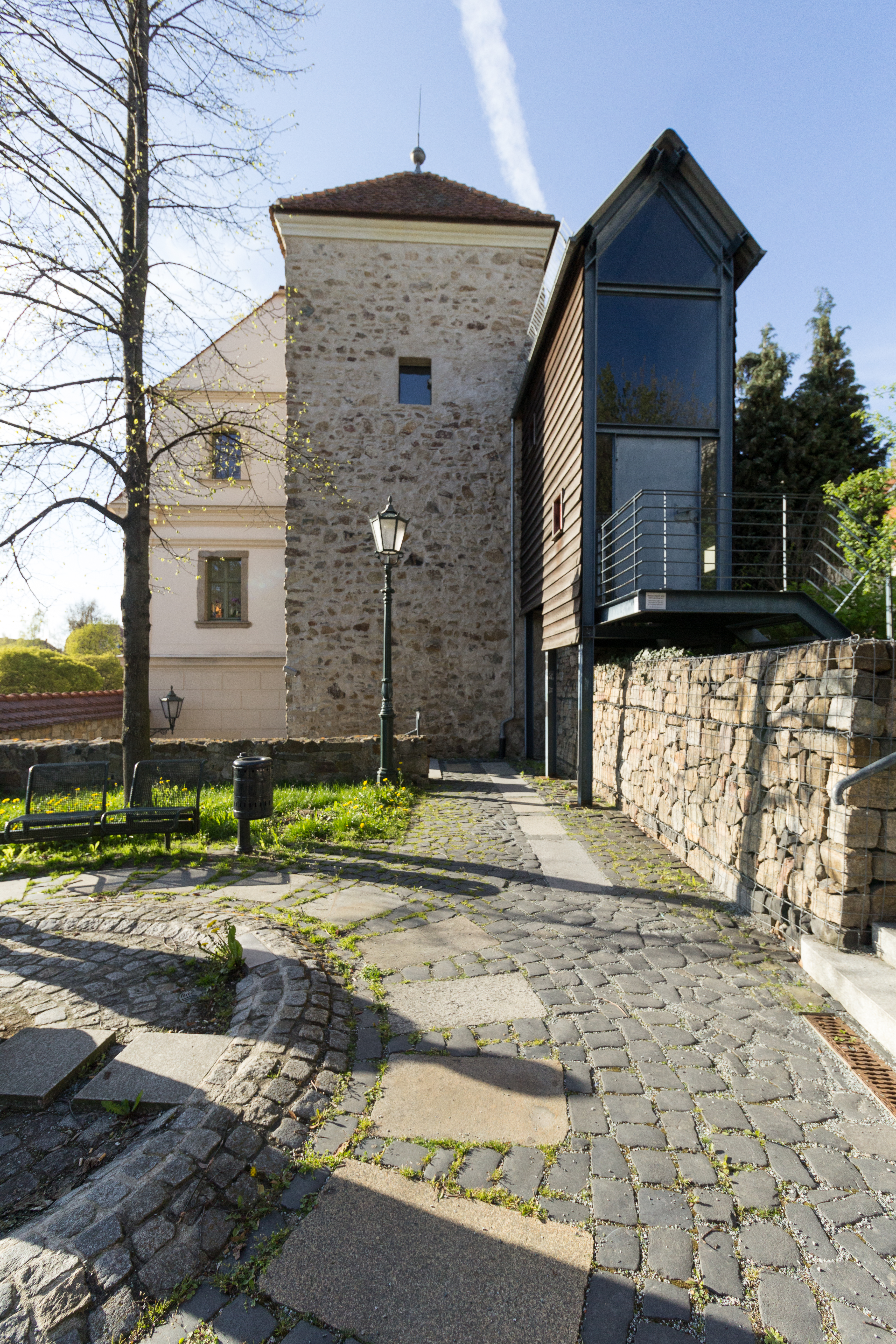
Ulička Katzenturmgäßchen
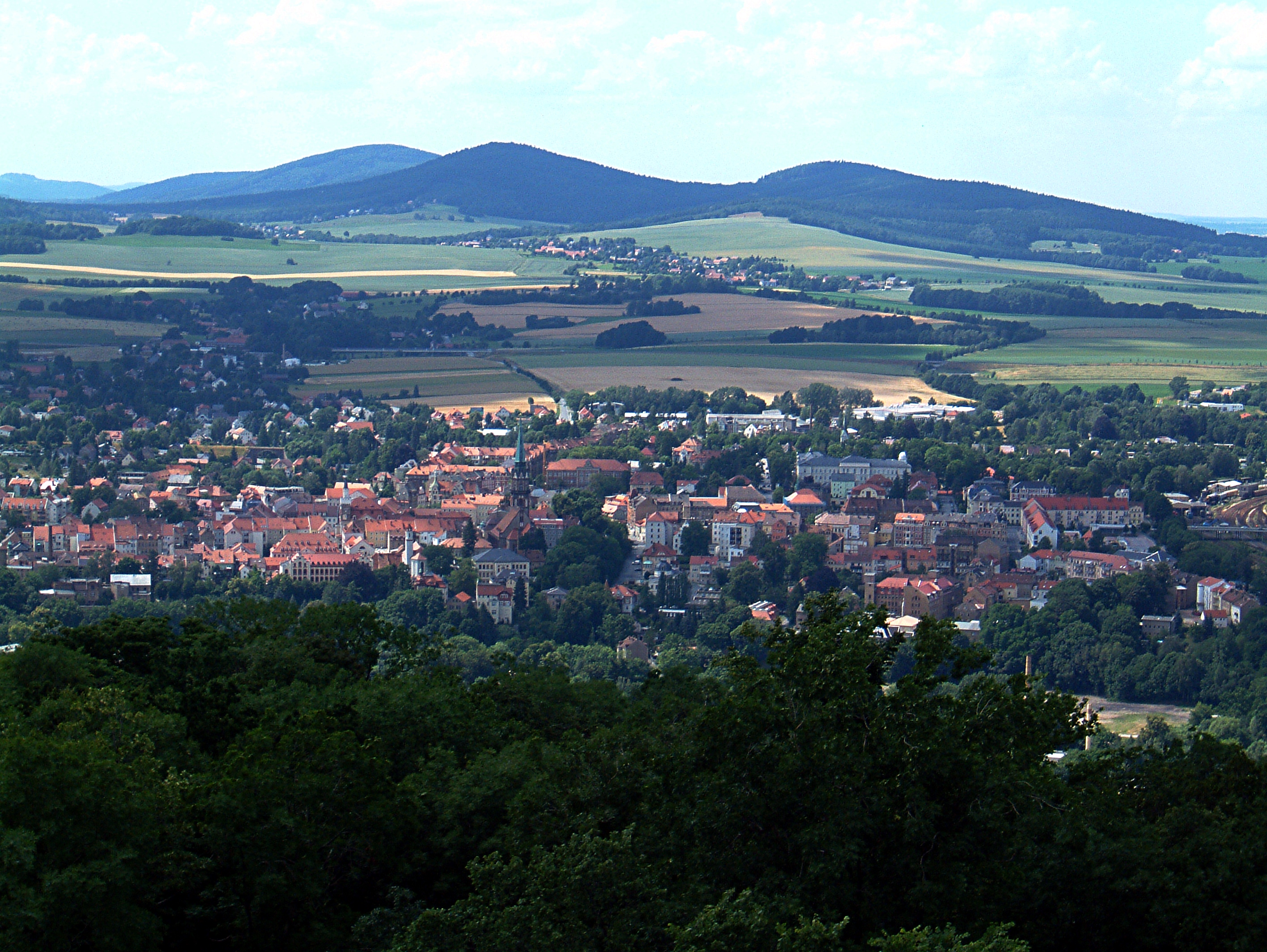
Pohled na město z vrchu Löbauer Berg

### Profánní stavby

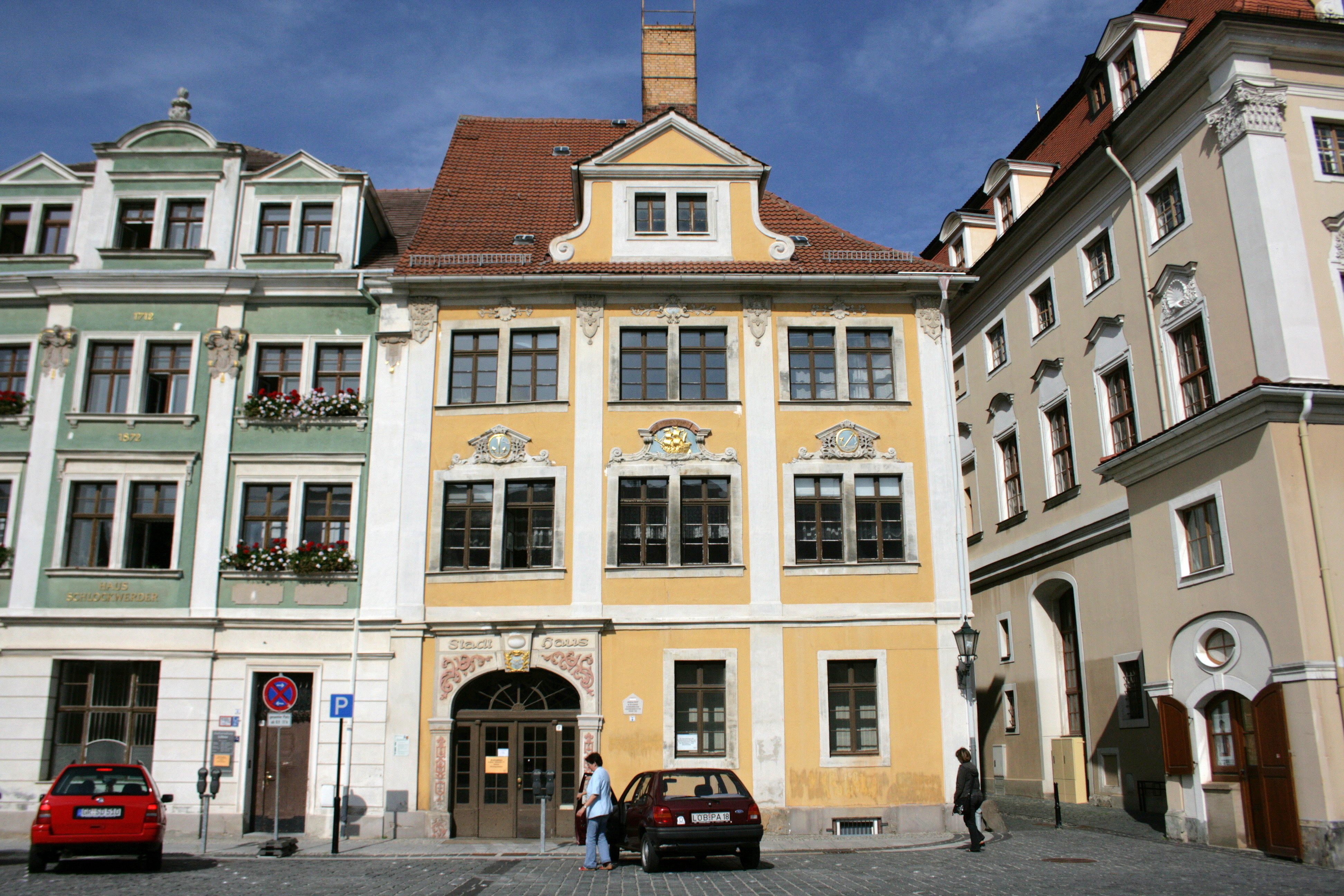
Dům u Zlaté lodi (Altmarkt 17)

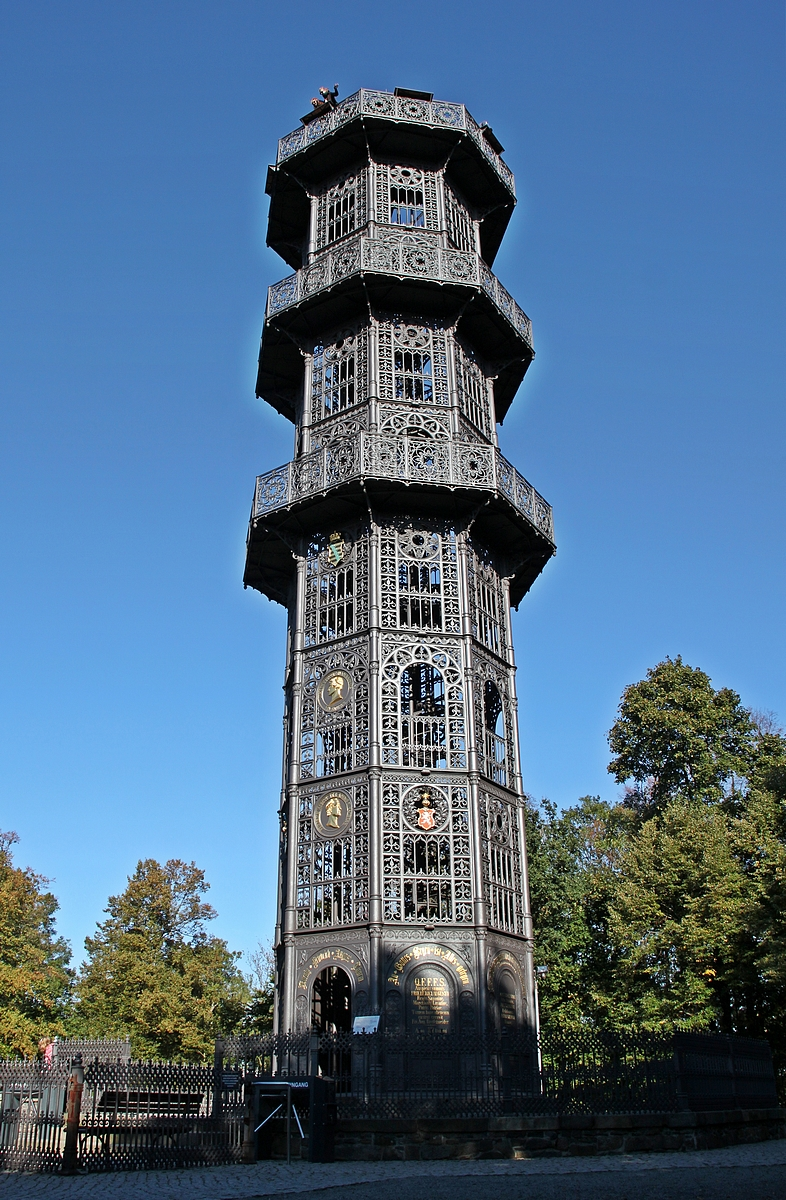
Litinová rozhledna krále Friedricha Augusta z roku 1854

- Radnice (Rathaus) – Barokní budova radnice byla postavena v letech 1711–1714 po městském požáru. Žitavský zednický mistr Rößler při novostavbě použil zbytky vyhořelé gotické radnice, kterou v letech 1452–1458 postavili mistři Hans a Lorenz ze Zhořelce. Integrována byla původní věž, sklepy a zdivo při uličce Bankgäßchen. Mohutná stavba se středním rizalitem a trojúhelníkovým štítem je vybavena balkónem a podloubím, které bylo přestavěno v letech 1891–1892. Vstupní prostor je vyzdoben barevným reliéfem s dvojitým sasko-polským znakem a znakem města Löbau. V kanceláři primátora se zachoval štukový strop a několik obrazů žitavského malíře Nikolause Preschera z roku 1713. Na věži jsou hodiny se dvěma ciferníky, které nechal löbauský radní Christoph Schwarzbach v roce 1614 vyrobit na Starém Městě pražském. Uprostřed horního ciferníku je hlava Žida, který při odbíjení každé čtvrthodiny zavírá a otevírá ústa. Dolní ciferník ukazuje měsíční fáze. Uvnitř radnice jsou dochované masné krámy a historický radniční sklep. V letech 1990–1993 byla budova restaurována.[26][27]
- Dům u Zlaté lodi („Goldenes Schiff“) – V sousedství radnice (Altmarkt 17) se nachází barokní Dům u Zlaté lodi, jenž rovněž vyhořel při městském požáru v roce 1710. V roce 1733 jej obnovili obchodníci s plátnem Schlenker a Lücke, kteří v té době obchodovali se zámořím. Roku 1811 byl dům přestavěn na hotel „U Zlaté lodi“. Od roku 1922 slouží městskému zastupitelstvu.
- Stará lékárna (Alte Apotheke) – Stará lékárna v ulici Bahnhofstraße 2 s gotickým sklepem byla vícekrát přestavěna, celková dispozice pochází z 18. století. V letech 1969–1970 byl dům stavebně upraven s ohledem na zachování a rekonstrukci důležitých historických detailů. Privilegium ke zřízení lékárny obdrželo město v roce 1611, v tomto domě byla lékárna otevřena roku 1817.
- Rittergasse 6 – V Rittergasse 17 se nachází jeden z nejvýstavnějších barokních domů v Löbau s portálem, pilastry a rokokovými kartušemi. Postaven byl po požáru v roce 1712, v letech 1788 a 1885 byl opravován. Na kartuši nad prostředním oknem je ve výši druhého poschodí nápis: Deine Güte, / Herr sey über uns / Wie wir durch Dich / hoffen. Ps. 33.
- Badergasse – V uličce Badergasse se dochovala skupina domů se sedlovými střechami a čelními štíty orientovanými do ulice (Giebelhaus). Na vyobrazeních města z počátku 18. století je takovýchto pro Löbau typických domů vidět ještě celá řada. Později je nahradila barokní zástavba. V Badergasse 5 se nachází budova Starých lázní (Alte Baderei), která je poprvé zmíněna již v roce 1439. Dům byl přestavěn po požáru v roce 1714.[26]
- Litinová rozhledna krále Friedricha Augusta (König-Friedrich-August-Turm) – Tato litinová rozhledna na vrchu Löbauer Berg je 28 m vysoká a pochází z roku 1854. Osmiboká čtyřpatrová stavba o průměru 4 m je zabudována do skály (do hloubky 8 m) a ve výšce 12, 18 a 24 m je vybavena galeriemi a točitým schodištěm se 120 schody. Na stavbu této rozhledny bylo použito více než 1000 jednotlivých dílů spojovaných olovem, které byly odlity ve slévárně v Bernsdorfu. Architektura odpovídá historismu 19. století, což je patrné na novogotické a novobyzantské výzdobě. Celková váha litinové konstrukce činí asi 70 tun. Stavba pojmenovaná po saském králi Friedrichu Augustovi II., jíž financoval pekařský mistr Friedrich August Bretschneider, je jedinou zachovanou litinovou rozhlednou v Evropě a pravděpodobně nejstarší zachovanou litinovou rozhlednou vůbec. V roce 1993 byla rozebrána a restaurována. 9. září 1994 byla v den 140. výročí svého otevření za přítomnosti saského premiéra opět uvedena do provozu.[28]
- Lázně krále Alberta (König-Albert-Bad) – Pozdně klasicistní areál Lázní krále Alberta pochází z let 1875–1876. Autorem stavby je drážďanský architekt Ernst Giese, který ji vybudoval s náklady 146 000 marek. Zahradní průčelí podlouhlé dvoupatrové budovy na obdélníkovém půdoryse má dvojí schodiště, v suterénu je kolonáda, v patře lodžie v italském stylu. Stavba je završena kupolí. Za ní se rozprostírá park s letitými stromy a cisternami. Lázně jsou pojmenovány podle saského krále Alberta, který se tu léčil v roce 1878. V roce 1992 byl provoz lázní ukončen, od roku 2005 objekt slouží jako restaurace.[29]

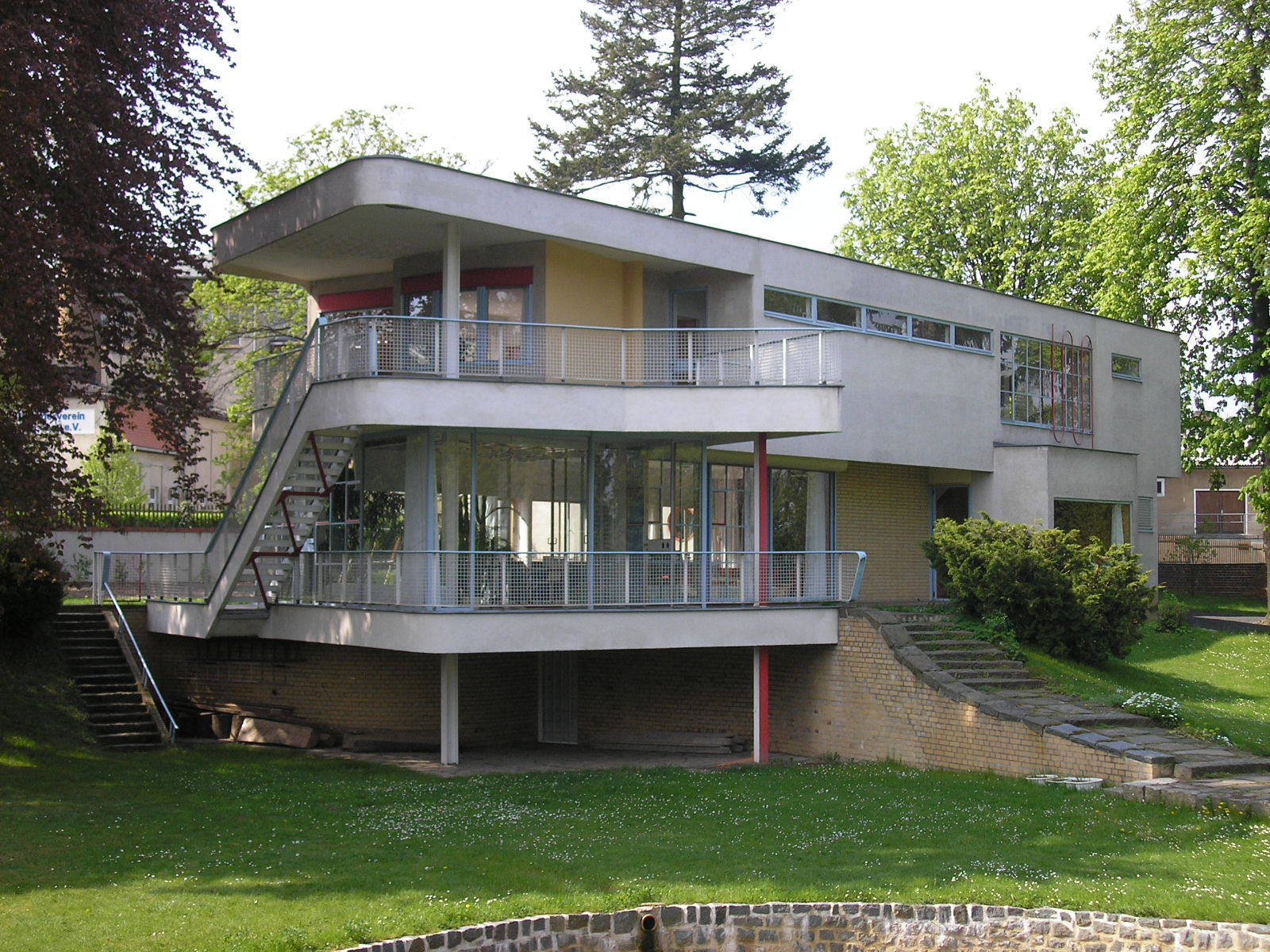
Dům Schminke

- Brücknerova vila (Brücknersche Villa) – Brücknerova vila na náměstí Brücknerring 8 vznikla v roce 1901 podle návrhů drážďanského architekta Oswalda Haenela na žádost lékárníka a městského zastupitele Heinricha Curta Brücknera. Historizující bohatě zdobená neobarokní stavba na nepravidelném půdorysu je strukturována pilastry a dekorována plastickými ozdobami. Na západní straně se nachází mohutná schodišťová věž, v interiéru se dochovala většina dobového zařízení. V roce 1911 byla podle vily přejmenována ulice Schulgraben na Brücknerring.[30]
- Dům Schminke (Haus Schminke) – Projekt Domu Schminke si objednal podnikatel Fritz Schminke, který vedl löbauskou továrnu na těstoviny Loeser & Richter, u berlínského architekta Hanse Bernharda Scharouna, jehož realizace v Breslau a ve Stuttgartu manžele Schminkeovy zaujaly. O svém budoucím domě měli konkrétní představy, přesto však nechali architektovi dostatek volnosti. V roce 1930 byl projekt schválen, stavebními pracemi byl pověřen Walter Vetter, stavitel z Löbau. Kvůli finančním potížím stavebníka byly práce několikrát pozastaveny. S montováním ocelového skeletu, který dodala firma Christoph & Unmack AG z města Niesky, se začalo až 4. října 1932. V roce 1933 se do domu nastěhovali jeho majitelé. Dům Schminke patří mezi čtyři nejvýraznější rodinné domy v tzv. mezinárodním slohu, který se v českém prostředí nazývá funkcionalismus. Sám Scharoun označil tento dům za svoji „nejmilejší stavbu“. Od funkcionalismu ve stylu Bauhausu se liší Scharounovou architektonickou teorií, která vychází z představ Hugo Häringa o tzv. organických formách. Je koncipován jako venkovský dům s hospodářským dvorem na jihozápadě, jenž volně přechází v uvolněnou klidovou zónu na severozápadě. Do mezinárodního povědomí se dům dostal po zveřejnění článku Julia Posenera v časopise L'architecture d'aujourd'hui v roce 1935. 26 let po svém dokončení byl navržen k památkové péči a roku 1978 se definitivně dostal na seznam chráněných památek. V lednu 2001 byl po rekonstrukci opět zpřístupněn veřejnosti.[31]

### Pomníky
- Pískovcová stéla z roku 1988 na náměstí Promenadenring 3 na památku židovských obětí holokaustu z Löbau.
- Paměťní deska na budově školy Geschwister-Scholl-Gymnasium na památku komunisty Alfreda Schmidta-Sasa, který byl 5. dubna 1943 zavražděn ve Věznici Plötzensee.
- Památný kámen z roku 1960 naproti domu na náměstí Promenadenring 12 na památku komunistického politika Ernsta Thälmanna, který byl v roce 1944 zavražděn v koncentračním táboře Buchenwald.
- Památný kámen na jihozápadním svahu vrchu Jäckelberg, kde je pohřbeno osm vojáků Wehrmachtu (Hubert Dieteren, Erwin Fuhrig, Karl Koroschetz, Johann Kromp, Erich Radke, Rudolf Schmidt, Siegfried Wulf a jeden neznámý), kteří dezertovali a po prozrazení své skrýše byli v květnu 1945 zavražděni.

## Kultura

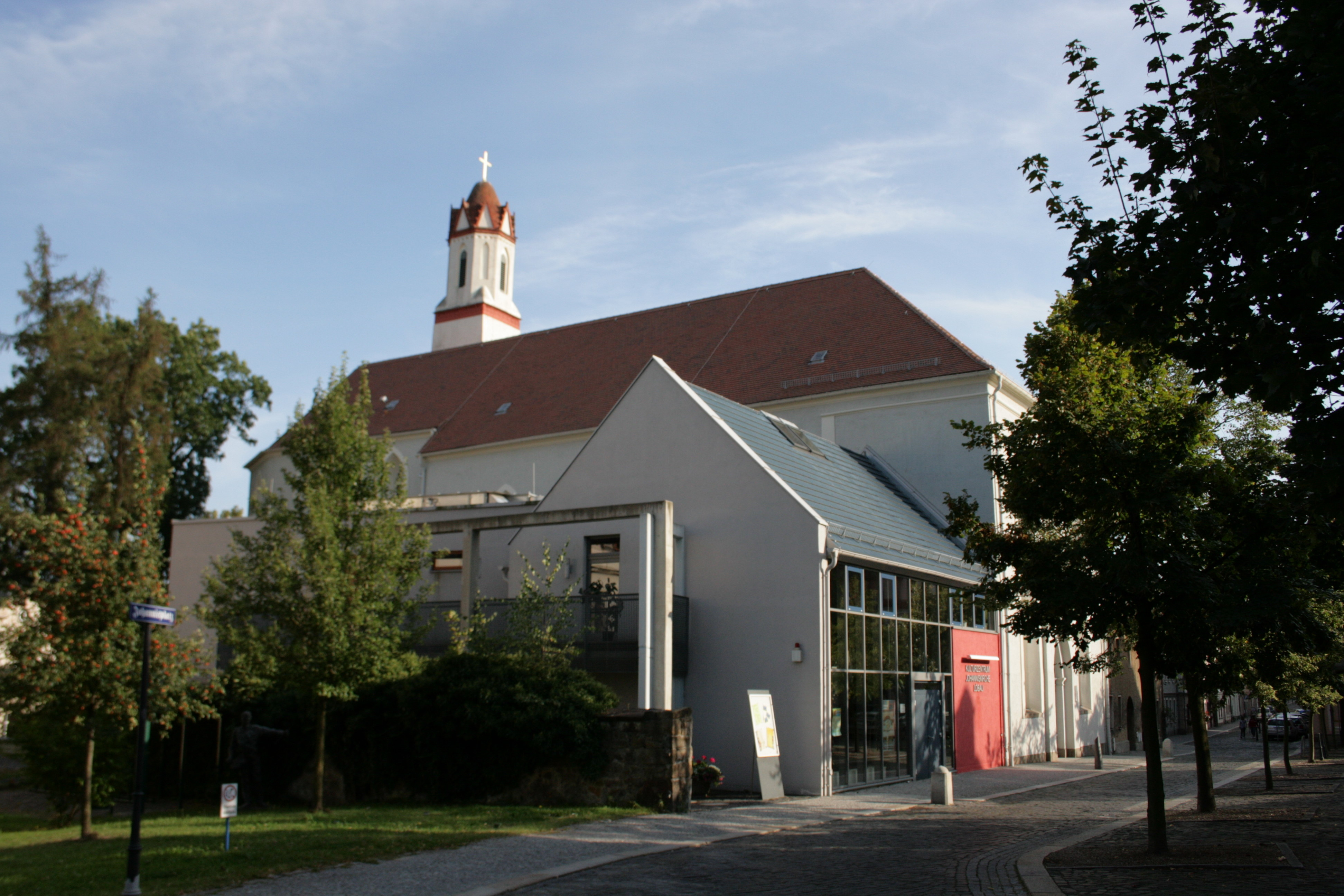
Kulturzentrum Johanniskirche

### Kulturní centrum
- Kulturzentrum Johanniskirche – Kulturní centrum Šestiměstí a Euroregionu Nisa se nachází v odsvěceném kostele sv. Jana s moderní funkční přístavbou. Tato instituce nabízí od roku 2001 kulturní program, který zahrnuje nejrůznější žánry. Pořádají se zde pravidelné koncerty, divadelní představení a kabarety. Hlavní sál, respektive kostelní loď sv. Jana, se používá také jako kino a přednáškový sál. Kulturní centrum v kostele sv. Jana slouží také jako svatební síň.

### Muzea a knihovny

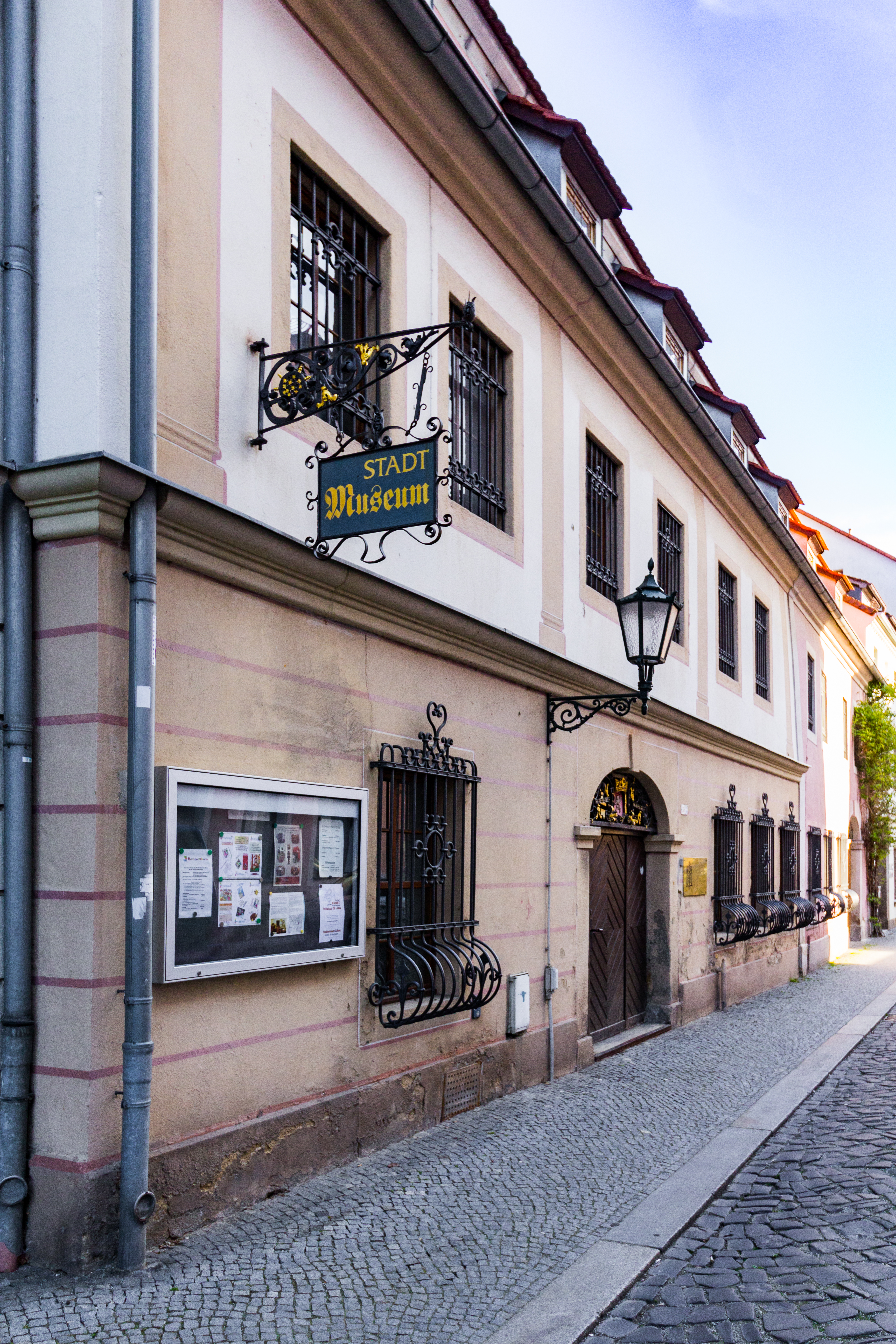
Městské muzeum v ulici Johannisstraße 5

- Stadtmuseum – Městské muzeum (celým názvem „Hornolužické muzeum Šestiměstí a muzeum řemesel v Löbau“), které bylo založeno v roce 1894, vlastní kulturně-historické a přírodovědecké sbírky z dějin města Löbau, řemesel a obchodu, z dějin Šestiměstí, dále sbírky z oblasti folklóru, historické postele, hračky, hudební nástroje, pravěké nálezy z okolí vrchu Löbauer Berg a löbauské sakrální plastiky. Hlavní stálá expozice v prvním patře na ploše 540 m² představuje exponáty z dějin města a Šestiměstí. Její součástí je např. dělnická kuchyně z roku 1900, kuchyně z roku 1940 a obývací pokoj ze šedesátých let nebo pohár Šestiměstí z roku 1680. Další stálá expozice na ploše 180 m² je věnována řemeslům nejen v Löbau. V prostorách muzea se na ploše 250 m² konají šestkrát do roka pravidelné výstavy. V roce 2015 mělo městské muzeum kolem 65 000 exponátů.
- Bibliothek Löbau – Knihovna v Löbau sídlí od roku 2017 opět na svém původním místě v uličce Bankgäßchen vedle radnice. Knihovní fond s 30 000 dokumenty je z větší části prezentován ve čtyřech poschodích budovy. Čtenářům je k dispozici výtah a bezbariérový přístup do všech prostor stejně jako internet a poslechová místa.

### Události
V roce 2012 se v Löbau konala 6. saská zahradnická výstava (Landesgartenschau Löbau 2012) na asi 20 ha velkém (dříve průmyslovém) pozemku u říčky Löbauer Wasser, na kterou se za 170 dní přišlo podívat asi 480 000 návštěvníků.

### Sport
- FSV Empor Löbau, Fotbalový spolek
- SV Horken Kittlitz, klub se věnuje ragby, fotbalu, stolnímu tenisu, volejbalu
- ASG Vorwärts Löbau, bývalý fotbalový spolek
- PSV (Polizeisportverein) Löbau, sekce karate
- KV Löbau, kuželkový klub
- SV Lok Löbau (kolová, sporty pro seniory, šach)
- OSC Löbau (volejbal, lehká atletika, běh, kempó)

## Ekonomika a infrastruktura

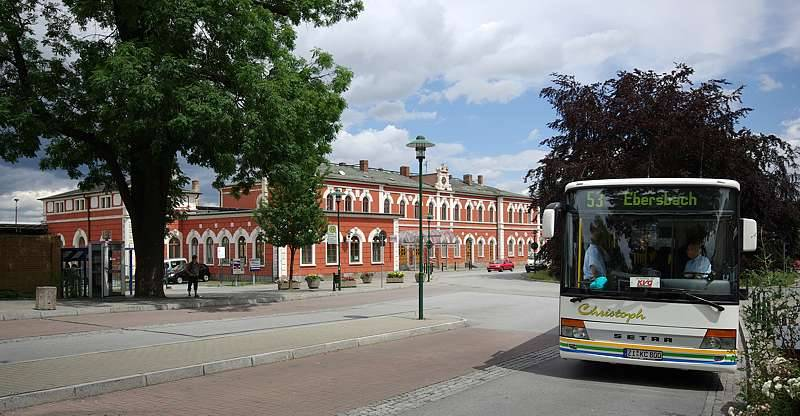
Nádraží Löbau

### Hlavní podniky
- August Förster GmbH – Manufaktura na výrobu křídel a pián
- Bergquell-Brauerei Löbau – Pivovar
- Bison Palfinger GmbH – Výrobce výškových pracovních plošin
- Fleischerei Richter – Výrobce uzenin

### Doprava

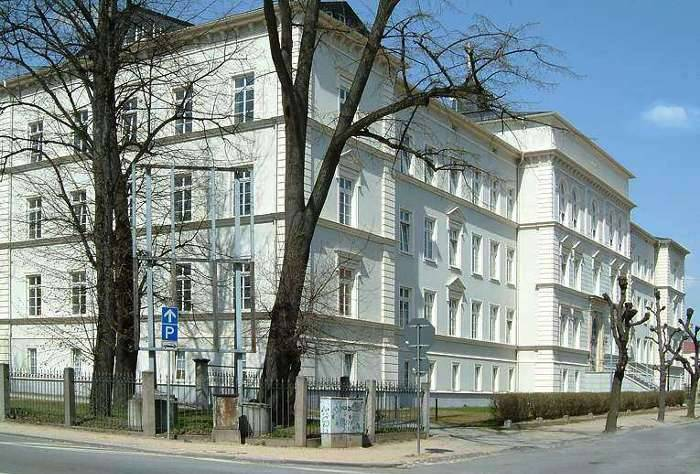
Geschwister-Scholl-Gymnasium

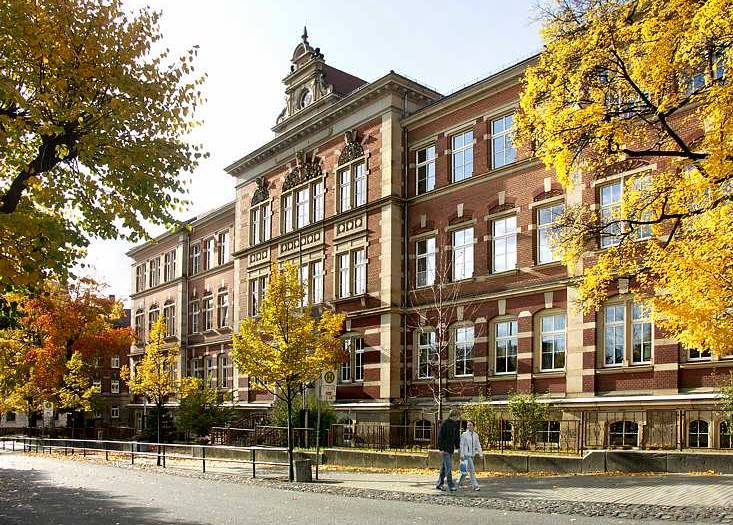
Heinrich-Pestalozzi-Oberschule

Löbau leží na dvoukolejné železniční trati spojující Drážďany, Budyšín (Bautzen) a Zhořelec (Görlitz). Na regionálních tratích do Žitavy a Ebersbachu byla zastavena doprava a spojení je zajišťováno autobusy. Silniční dostupnost zajišťuje spolková silnice 6 a silnice 178 ve směru Žitava. Nejbližší křižovatka Weißenberg k dálnici A 4 se nachází asi 15 km severně od Löbau. V současné době se provádí výstavba a rozšíření dálnice B 178 z Löbau do Žitavy a jejich rozšíření ke spolkové dálnici 4 poblíž Weißenbergu. Doposud byl dokončen obchvat Löbau a větší část dálnice do Žitavy. Cyklostezka z Löbau vede přes Cunewaldské údolí do obce Großpostwitz, kde je spojení se stezkou Spreeradweg.

## Vzdělání
V Löbau se nacházejí následující školy financované městem:
- 2 základní školy: „Am Löbauer Berg“ v městské části Löbau-Ost a Základní škola v Kittlitz
- 1 vyšší škola: Heinrich-Pestalozzi-Oberschule

Zemský okres Zhořelec financuje následující školy na území Löbau:
- 2 gymnázia: Geschwister-Scholl-Gymnasium a Wirtschaftsgymnasium
- 2 učiliště: Berufliches Schulzentrum „August Förster“ a Berufliche Schulzentrum für Wirtschaft und Technik
- 1 hudební školu
- 1 školu pro dospělé

## Osobnosti

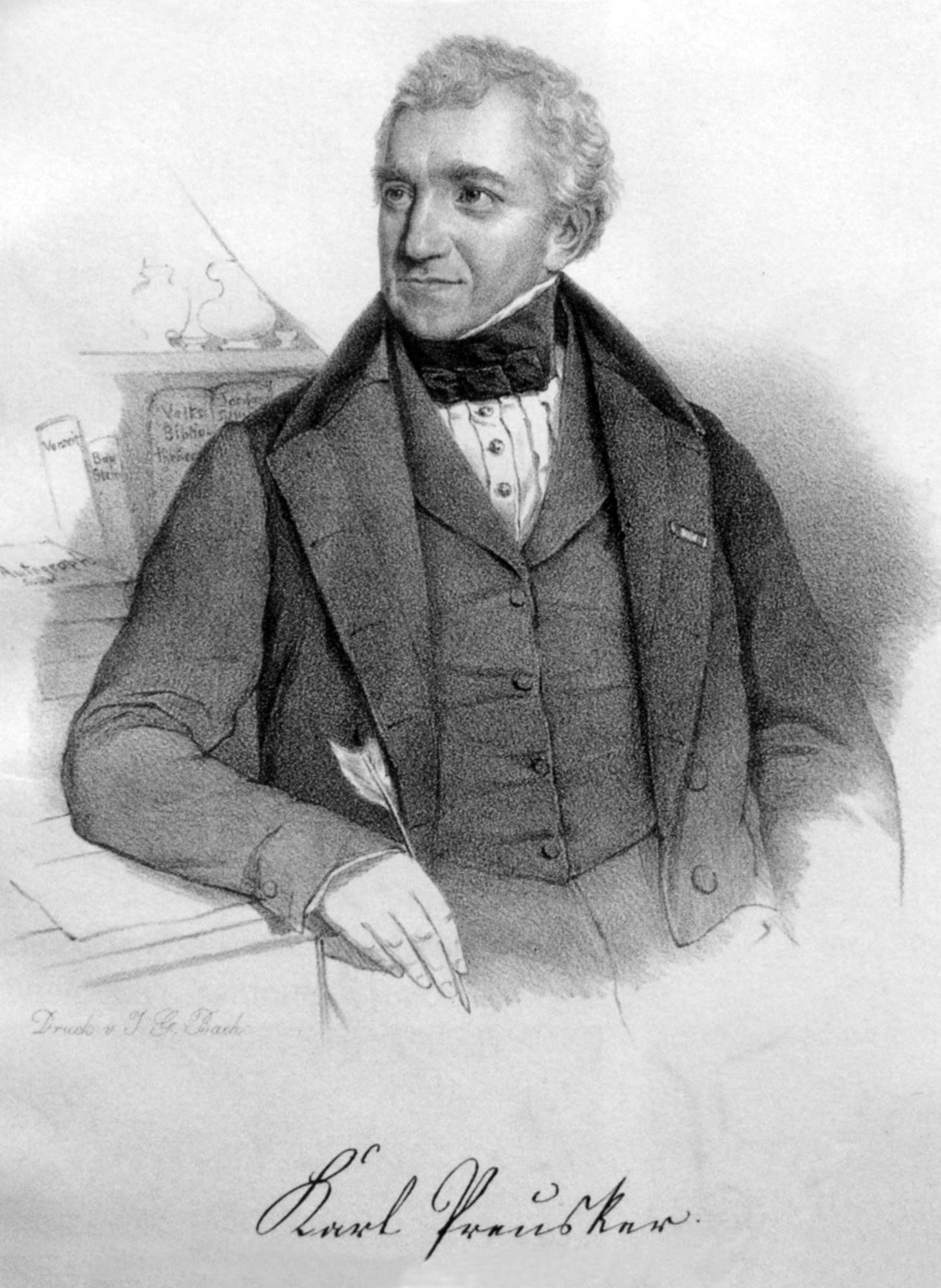
Karl Benjamin Preusker v roce 1840

- Karl Benjamin Preusker (1786–1871), průkopník veřejných knihoven, zakladatel první občanské knihovny v Německu
- August Förster (1829–1897), zakladatel továrny na výrobu klavírů
- Alfred Moschkau (1848–1912), publicista, lyrik a regionální badatel
- Marie Wackwitz (1865–1930), socialistická politička, zastánkyně ženských práv a novinářka
- Willibalt Apelt (1877–1965), učitel státního práva a politik DDP, saský ministr vnitra v letech 1927–1929
- Rudolf Růžička (1920–2011), slavista a lingvista
- Konrad Kujau (1938–2000), malíř a padělatel tzv. Hitlerových deníků
- Bernd Böhlich (* 1957), filmový režisér